# Невский пятачок
Не́вский пятачо́к — условное обозначение плацдарма на левом (восточном) берегу Невы напротив Невской Дубровки, удерживаемого советскими войсками Ленинградского фронта (с 19 сентября 1941 по 29 апреля 1942 года и с 26 сентября 1942 по 17 февраля 1943 года) в ходе битвы за Ленинград.
С этого плацдарма советские войска неоднократно пытались начать наступление на Мгу и Синявино навстречу войскам, наносившим удар с востока, и тем самым прорвать блокаду Ленинграда. Несмотря на то, что все попытки расширить плацдарм и развить наступление закончились неудачно, Невский пятачок стал одним из символов мужества, героизма и самопожертвования советских воинов.

## Географическое положение

Район Невской Дубровки на карте Ленинградской области 1939 года

Плацдарм «Невский пятачок» находился на левом берегу Невы в районе посёлка Дубровка, приблизительно в 12 километрах вниз по течению реки от Ладожского озера. В этом месте Нева образует излучину и имеет ширину всего 270—350 метров и достаточно пологие берега.
Посёлок Дубровка в середине XX века разделялся на Невскую Дубровку и Новый Посёлок (на правом берегу Невы южнее реки Дубровки), Выборгскую Дубровку (вдоль правого берега Невы севернее реки Дубровки) и Московскую Дубровку (вдоль левого берега Невы).
От Шлиссельбурга в сторону Ленинграда по левому берегу проходила дорога. Дорога располагалась всего в 50—100 метрах от Невы, но в районе Московской Дубровки из-за излучины реки на расстоянии примерно 2,5 километра пролегала напрямую.
Вдоль дороги располагались населённые пункты. Чуть южнее Московской Дубровки располагался посёлок Арбузово, а несколько дальше недалеко от реки Мойки — посёлок Анненское. К северу примерно в 2 километрах от Московской Дубровки располагался 1-й Городок им. С. М. Кирова, чуть дальше — 2-й Городок. Между городками прямо на берегу Невы (напротив платформы «Теплобетон» на правом берегу) находилось здание 8-й ГРЭС. Непосредственно напротив Невского пятачка располагалась труднопроходимая местность с двумя карьерами, покрытая кустарником и лесом.
Особенности местности в районе плацдарма самым непосредственным образом повлияли на ход боевых действий. С одной стороны, наличие железнодорожной ветки Петрокрепость — Невская Дубровка на правом берегу Невы и относительно небольшая ширина реки в районе Дубровки позволяли советскому командованию оперативно доставлять подкрепление в этот район и переправлять его на левый берег. С другой стороны, из-за излучины Невы противник мог обстреливать из опорных пунктов территорию Невского пятачка и переправы через Неву со всех сторон. Поскольку местность напротив плацдарма была труднопроходимая, основные атаки советских войск были направлены на захват узлов обороны в населённых пунктах, без овладения которыми дальнейшее наступление было невозможно.

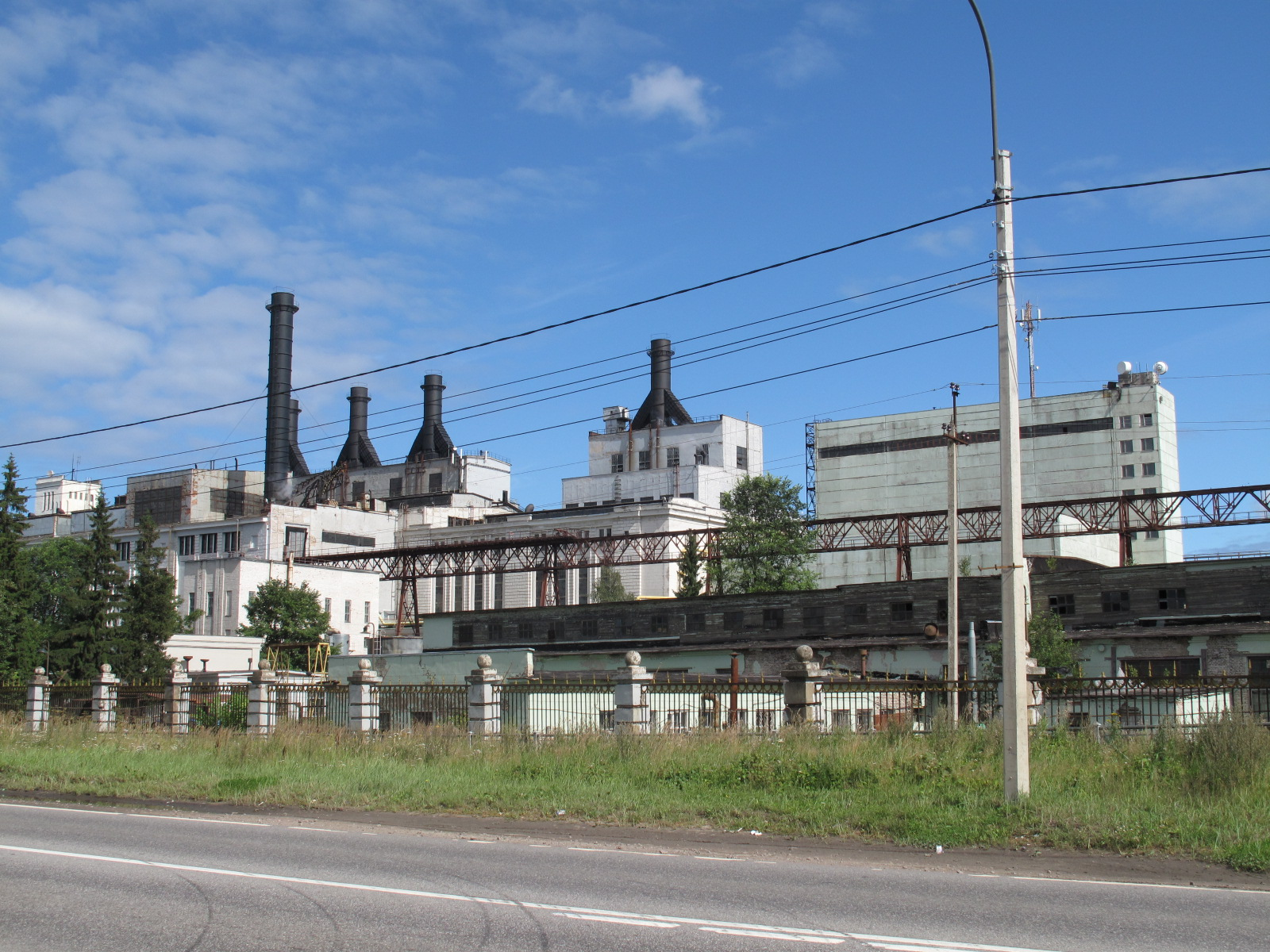
8-я ГРЭС, г. Кировск, 2012 года

Вскоре после начала ожесточённых боёв в этом районе многие географические понятия стали условными.

Я спросил у полковника: где же Московская Дубровка? Он ответил:
— На штабной карте, а здесь, видишь, даже труб от печей не осталось.
 Действительно, вся земля была перепахана, словно тут никогда не было человеческого жилья… Другим населённым пунктам «повезло» больше, чем Московской Дубровке… Справа видны были остовы печей, оставшиеся от деревни Арбузово, слева — полуразрушенные здания Первого городка, эстакадные насыпи и железобетонные здания 8-й ГЭС.— генерал С. Н. Борщёв, осенью 1941 года — начальник штаба 168-й стрелковой дивизии
Как следствие, со времён Великой Отечественной войны география этого района значительно изменилась. Война стёрла с лица земли посёлки Выборгская Дубровка, Московская Дубровка, Арбузово, Анненское. Больше не существуют 1-й и 2-й Городки — на сегодняшний день это южные окраины г. Кировска. Здание 8-й ГРЭС было сильно разрушено, но после войны восстановлено и сейчас находится на том же самом месте.

## Хроника боевых действий

### Операции советских войск в районе Невского пятачка, 1941—1943 годов
Боевые действия в районе Невского пятачка в 1941—1943 годах были частями операций советских войск, главной целью которых был прорыв блокады Ленинграда. Все операции имели схожий замысел — форсировать Неву и развивать наступление на Мгу и Синявино с запада силами Ленинградского фронта (в 1941 году — Невская оперативная группа и 8-я армия, в 1942 году — Невская оперативная группа, в 1943 году — 67-я армия) навстречу войскам, наступавшим с востока (в 1941 году — 54-я отдельная армия, в 1942—1943 годах — Волховский фронт). В историографии выделяются 4 такие операции:
- 1-я Синявинская операция (сентябрь 1941 года);
- 2-я Синявинская операция (октябрь — декабрь 1941 года);
- 3-я Синявинская операция (август — октябрь 1942 года);
- Операция «Искра» (январь — февраль 1943 года).

### Возникновение Невского пятачка, сентябрь — октябрь 1941 года

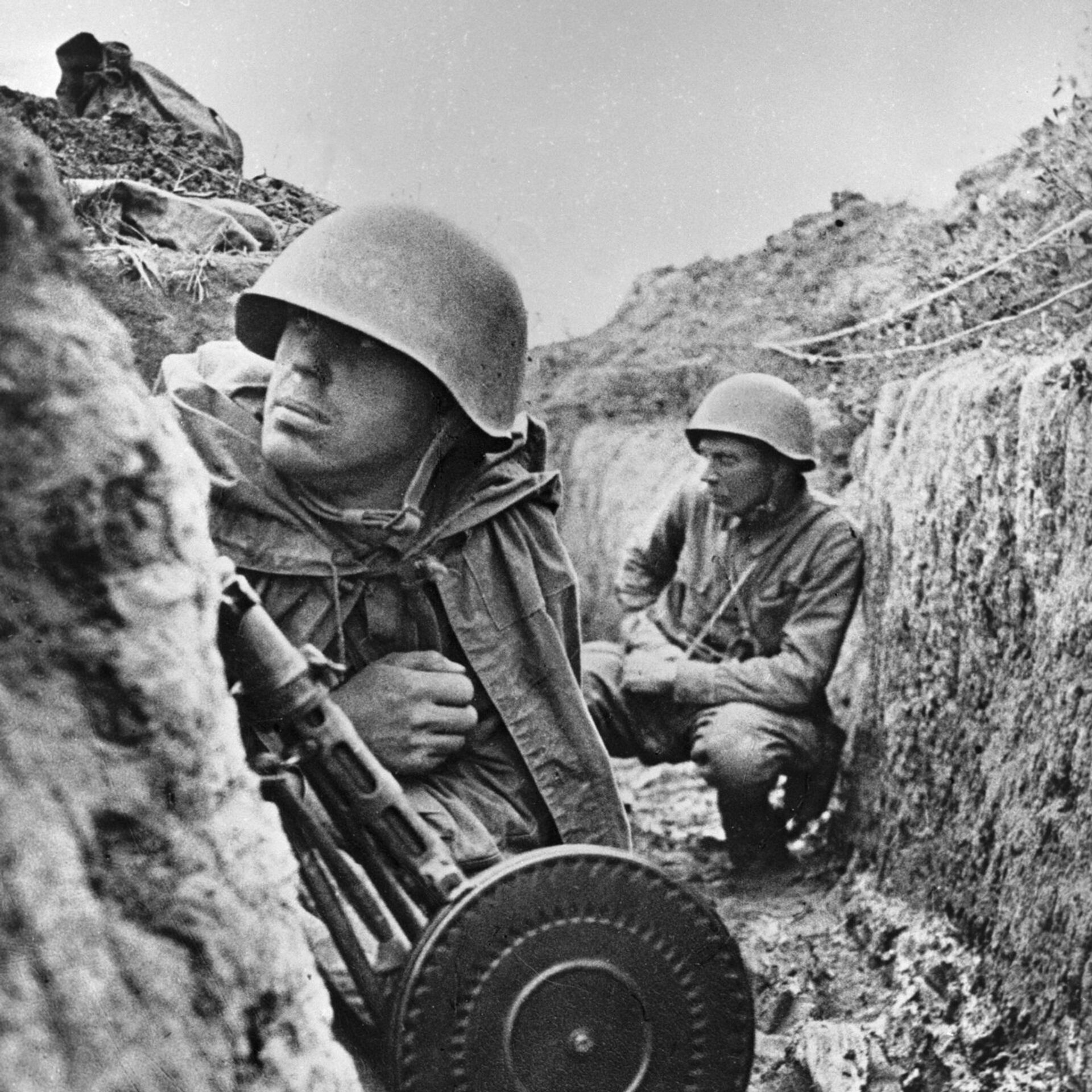
Советские воины 115-й стрелковой дивизии готовятся к бою. Невский пятачок, сентябрь 1941, фото
В. Тарасевича

К 29 августа 1941 года части 16-й немецкой армии, наступавшие на Ленинград с юга, вышли к реке Неве, к 6 сентября перерезали Кировскую железную дорогу и, развивая наступление, 8 сентября взяли Шлиссельбург. Началась блокада Ленинграда.
Желая сразу же изменить ситуацию, Ставка ВГК поставила задачу 54-й отдельной армии нанести удар на Синявино и Мгу с востока и прорвать блокаду Ленинграда.
Войска Ленинградского фронта должны были содействовать этой операции: форсировать Неву, захватить ряд плацдармов и развивать наступление навстречу 54-й армии. Вскоре для выполнения поставленной задачи была создана Невская оперативная группа, но изначально сил для осуществления задуманного было выделено явно недостаточно, а времени на подготовку отводилось очень мало.
18 сентября 115-я стрелковая дивизия (командир генерал-майор В. Ф. Коньков) и 4-я бригады морской пехоты (командир генерал-майор В. Н. Ненашев) получили приказ форсировать Неву на участке Ивановское — Отрадное — совхоз «Торфяник» — Мустолово — Московская Дубровка с целью захватить плацдарм на левом берегу Невы, с которого утром 20 сентября планировалось начать наступление в направлении на Мгу.
В ночь на 20 сентября батальон 576-го стрелкового полка 115-й стрелковой дивизии на рыбацких лодках и самодельных плотах из района Невской Дубровки сумел скрытно переправиться на левый берег Невы и решительной атакой выбить части 20-й моторизированной дивизии с передовых позиций. Действиями передового отряда руководили командир 576-го полка майор С. П. Седых и начальник штаба полка капитан В. П. Дубик. Поскольку дивизия действовала без поддержки авиации и танков, располагая только дивизионной и полковой артиллерией, артиллерийская подготовка не проводилась, что позволило добиться эффекта внезапности.
За сутки ожесточённых боёв передовой отряд очистил от противника Московскую Дубровку и захватил плацдарм шириной свыше двух километров и глубиной до полутора километров. В последующие дни на плацдарм удалось переправить стрелковый батальон 1-й дивизии НКВД, два батальона с разведротой 115-й стрелковой дивизии и три батальона 4-й бригады морской пехоты. Кроме того, на левый берег были доставлены четыре 76-мм орудия.

Одновременно с частями 115-й стрелковой дивизии батальон 4-й бригады морской пехоты форсировал Неву напротив платформы «Теплобетон» и захватил небольшой плацдарм в районе 1-го Городка. Однако вскоре передовой отряд морских пехотинцев был выбит с захваченной позиции. Оставшиеся в живых были отведены на правый берег, а основные силы бригады вскоре переправлены на плацдарм в районе Московской Дубровки.

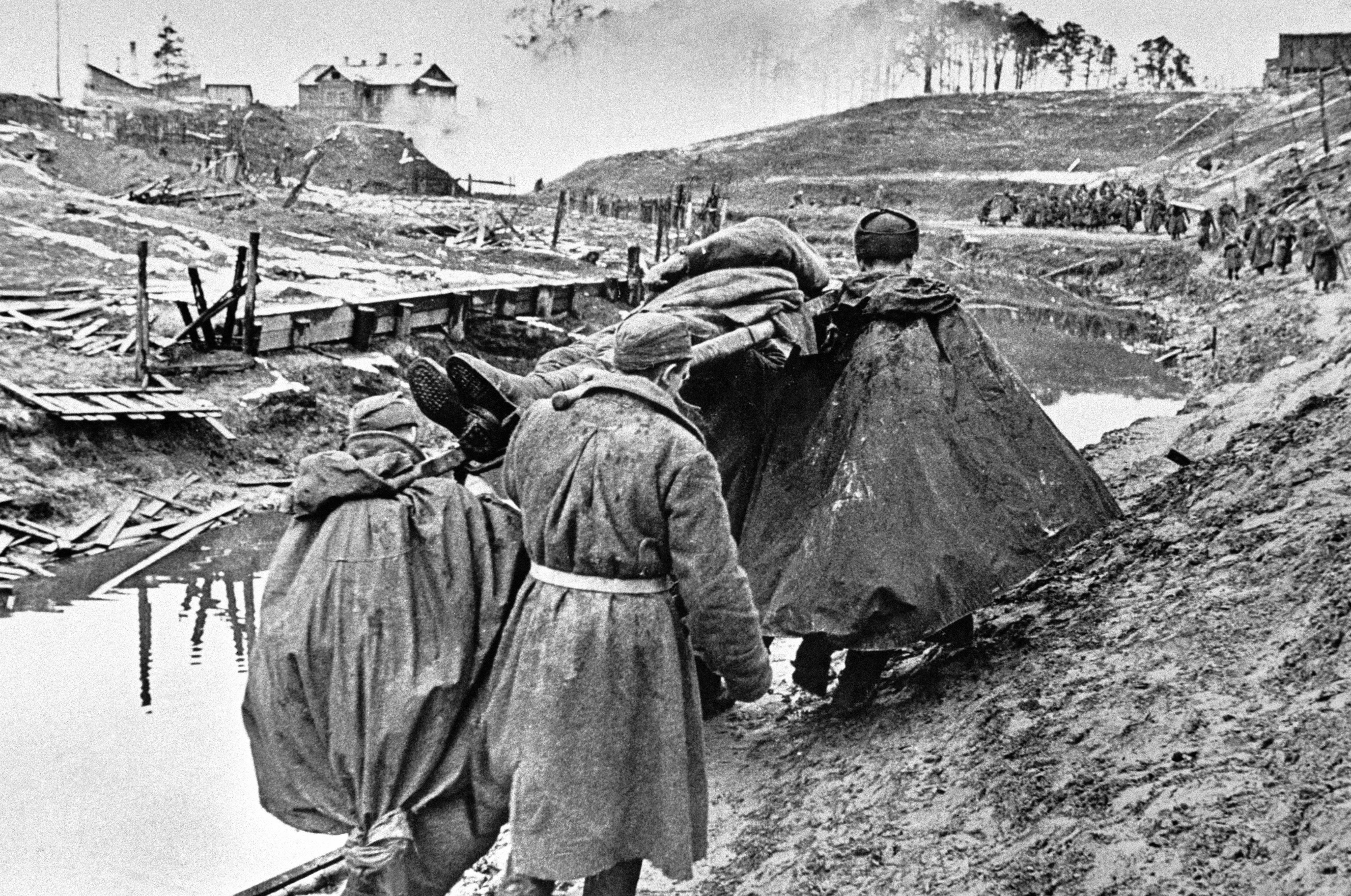
Район Невской Дубровки, 1 октября 1941 года, фото В. Тарасевича

Подразделениям 115-й стрелковой дивизии и 4-й бригады морской пехоты удалось максимально расширить плацдарм до 4 километров по фронту, но немецкое командование сразу же предприняло активные попытки ликвидировать плацдарм. В этот район были переброшены сначала два полка из состава 126-й и 96-й пехотных дивизий, а затем — батальон 8-й танковой дивизии. Ожесточённые бои продолжались до начала октября. Части Невской оперативной группы, переправив на левый берег 20 сентября основные силы 115-й стрелковой дивизии, сумели удержать плацдарм в своих руках, но его размер сократился до 2 километров по фронту и до 500—700 метров в глубину. Обе стороны понесли большие потери. Так, к концу сентября 115-я стрелковая дивизия потеряла 865 человек, а 4-я бригада морской пехоты — до 80 % личного состава. Большие потери были и у немецких частей: 20-я моторизированная дивизия утратила боеспособность и была выведена в тыл на отдых и пополнение. Её место заняли основные силы 96-й пехотной дивизии.
Локализовав советский плацдарм, немецкие части стали методично выстраивать вокруг него оборонительные позиции, долговременные огневые точки, минные поля, проволочные заграждения. В конце сентября 1941 года немцами были созданы три артиллерийские группы. Заняв позицию от Шлиссельбурга до Отрадного, немецкая крупнокалиберная артиллерия, опираясь на данные разведки, начала систематический обстрел переправ и мест сосредоточения советских войск на правом берегу, что существенно затрудняло переброску подкреплений на плацдарм и эвакуацию раненых на правый берег.

Днём широкая лента Невы пустынна. В светлое время ни одна лодка не отваживалась пересечь 500-метровое расстояние — от берега до берега. Её непременно бы расстреляли раньше, чем бы она успела дойти до середины реки… Но вот наступала ночь. Над Невой зароились вражеские ракеты. Их свет выхватывал из кромешной темноты силуэты развалин бумажного комбината и разбросанные по всему нашему берегу скелеты понтонов, шлюпок, катеров.— генерал В. Ф. Коньков, осенью 1941 года — командующий 115-й стрелковой дивизией, затем — Невской оперативной группой

### Бои в районе Невского пятачка, октябрь — декабрь 1941 года

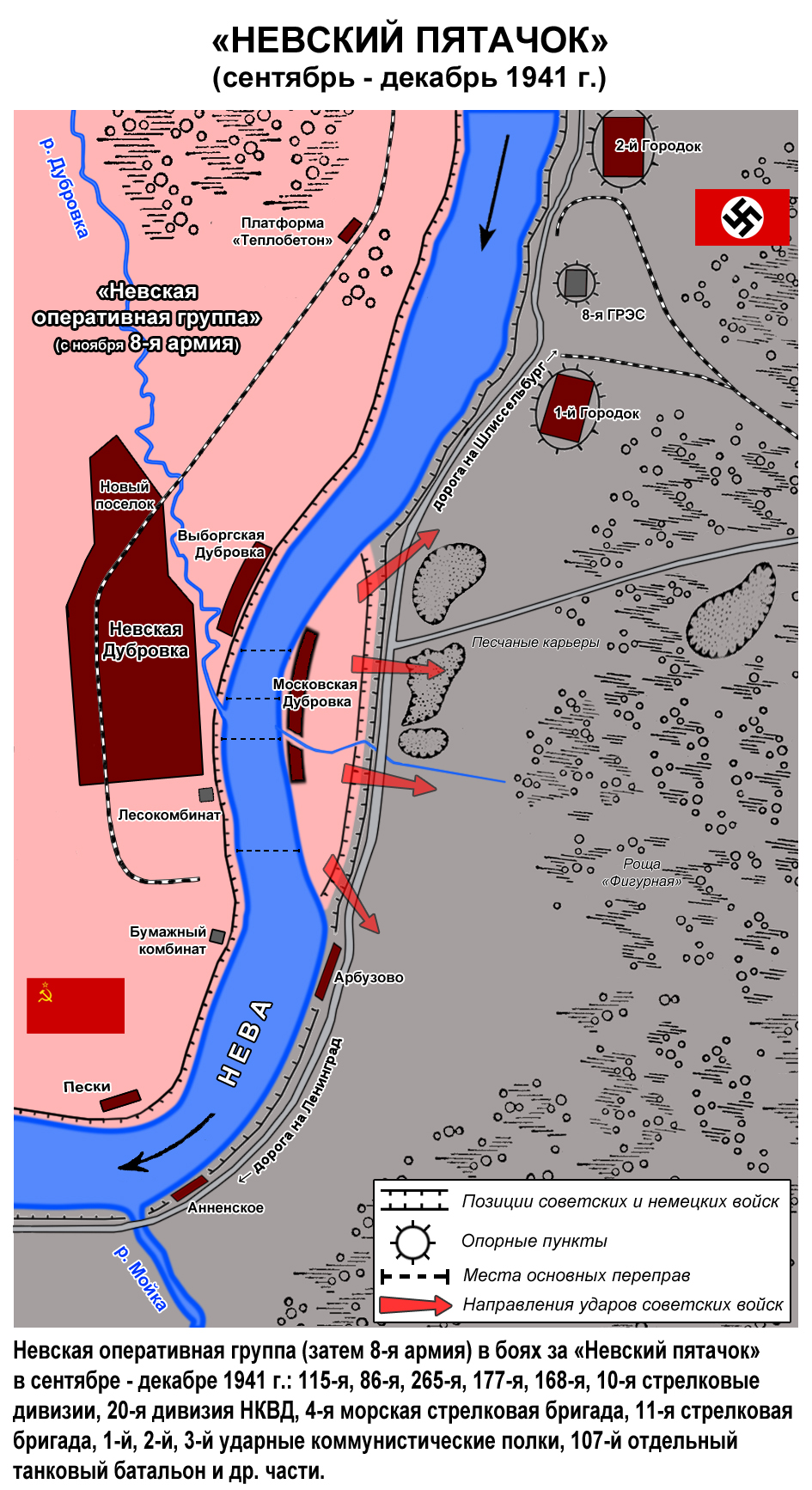
Невский пятачок,
сентябрь — декабрь 1941 года

20 октября по приказу Ставки ВГК войска Ленинградского фронта (Невская оперативная группа, 54-я и 55-я армии) начали новую операцию по прорыву блокады Ленинграда.
Замысел операции оставался прежним — встречными ударами Невской оперативной группы, наступавшей с запада, и 54-й армии, наступавшей с востока, при содействии частей 55-й армии прорвать блокаду Ленинграда.
Для выполнения поставленной задачи на плацдарм были переброшены  подкрепления — 265-я, 86-я стрелковые дивизии и 20-я дивизия НКВД. 86-я дивизии переправлялись на плацдарм с 20 октября , 265-я — 24 октября , а 20-я дивизия — с 26 октября. До конца октября этими силами Невская оперативная группа не раз атаковала противника, но так и не смогла добиться существенных успехов. Кроме того, к этому моменту резко осложнилась обстановка на тихвинском направлении в результате немецкого наступления. Командование фронтом приняло решение временно приостановить операцию, а план наступления — скорректировать.
Согласно решению Военного Совета Ленинградского фронта, теперь основной удар предстояло нанести с плацдарма на левом берегу Невы частям 8-й армии, в подчинение штабу которой были переведены все силы «Невской оперативной группы». Предложение командующего армией генерал-лейтенанта Т. И. Шевалдина только отвлечь внимание противника действиями на «Невском пятачке», а форсировать Неву главными силами и нанести основной удар на другом участке, были отвергнуты.
Предполагалось на первом этапе наступления силами пяти стрелковых дивизий расширить плацдарм, а затем, усилив наступающую группировку четырьмя стрелковыми дивизиями и танковой бригадой, наступать в направлении Синявино на соединение с войсками 54-й армии. Одновременно 55-я армия должна была нанести вспомогательный удар в направлении Ивановское — Мга.
Для наступления с плацдарма были сосредоточены 86-я, 115-я, 265-я, 168-я стрелковые дивизии и 20-я дивизия НКВД. В резерве на правом берегу Невы находились 177-я, 10-я стрелковая дивизия, 11-я и 4-я морская стрелковые бригады, 107 отдельный танковый батальон и 123-я краснознамённая тяжёлая танковая бригада. К предстоящему наступлению, 3 ноября на левый берег начала переправляться 168-я дивизия.
4 ноября после короткой артподготовки началось новое наступление. Штабы стрелковых соединений и передовые наблюдательные пункты артиллерийских частей находились на плацдарме и из-за отсутствия надёжной связи не могли своевременно корректировать огонь батарей, которые занимали позиции на правом берегу Невы. Помимо этого, для артиллерийских частей устанавливался строгий лимит расходования боеприпасов в день, которого было явно недостаточно для проведения полноценной артподготовки. Как следствие, большинство огневых точек противника подавлено не было и наступающие стрелковые части были встречены шквальным пулемётным и миномётным огнём с разных сторон, понесли большие потери и были вынуждены отступить на исходные рубежи. 5 ноября на плацдарм начала переправляться 11-я стрелковая бригада, с 7 ноября — 177-я стрелковая дивизия.
Безуспешные атаки продолжались несколько дней, но ни поддержка лёгких танков, с большим трудом переправленных на плацдарм, ни приказ командирам дивизий и полков лично вести солдат в атаку не помогли добиться сколько-нибудь значительных успехов. Командование фронтом было вынуждено приостановить наступление из-за больших потерь в стрелковых частях. Так, в 168-й стрелковой дивизии и в 20-й дивизии НКВД после 3—4-дневного боя в строю осталось всего по 200—300 человек. 8 ноября 11-я стрелковая бригада передала свои три батальона 20-й и 265-й дивизиям, а сама заняла оборону на правом берегу в составе подчинённых 1-го, 4-го и 5-го истребительных батальонов .
8 ноября И. В. Сталин, обеспокоенный медленным темпом развития операции, в телефонном разговоре по прямому проводу c М. С. Хозиным и А. А. Ждановым потребовал «пожертвовать несколькими дивизиями», для того чтобы наконец «пробить себе дорогу на восток» и спасти Ленинград. Для этого И. В. Сталин посоветовал «составить один или два сводных полка» из смелых людей, которые смогут потянуть за собой и остальную пехоту.
Незамедлительно командованием Ленинградского фронта были сформированы два ударных полка (по неподтверждённым данным численностью по 2750 человек в каждом), переброшены в район Невской Дубровки и подчинены 168-й стрелковой дивизии , плюс один ударный полк (1-й Ударный) был сформирован из тылов 8А. 168-я дивизия превращается в ударную, её штатные полки именуются ударными. После переправы 1 Ударный полк был объединён с 260-м и он обозначается как 1Усп/260/, а 462-й пропадает, вероятно он был влит в один из полков. До предела были сокращены тыловые, артиллерийские части, подразделения связи и ПВО. Высвободившиеся бойцы и командиры были отправлены в качестве стрелков для пополнения дивизий, сражавшихся на плацдарме. Для переправы на левый берег были подготовлены 40 лёгких и средних танков, а большая часть КВ-1, которые никак не удавалось переправить на плацдарм, была передана в распоряжение 55-й армии. Численность артиллерийской группировки в районе Невской Дубровки была доведена до 600 орудий и миномётов, не считая трёх батарей реактивной артиллерии. Однако план наступления не претерпел изменений.

Когда один из штабных офицеров стал сетовать на трудности наступления с открытого пятачка, где ни манёвра, ни флангового удара нельзя применить, комдив, пристально взглянув на него, ровным, спокойным голосом проговорил:
— Невский пятачок отмечен у товарища Сталина на карте. Думаешь, в Ставке люди понимают меньше твоего?— генерал С. Н. Борщёв, осенью 1941 года — начальник штаба 168-й стрелковой дивизии
10 ноября переправился первый ударный полк. 11 ноября началось общее наступление, 168-я дивизия трижды безуспешно атаковала немецкие позиции, но так же как и 265-я и 86-я дивизии не добилась значительного успеха. Из 2-го Ударного полка подполковника Васильева только к вечеру переправились первые два батальона.
12 ноября, после 30-минутной артподготовки, советские части снова атаковали всеми своими силами на плацдарме. К 12:00 на плацдарм переправились уже весь 2-й Ударный полк подполковника Васильева, а из 3-го Ударного полка генерал-майора Зайцева к 14:00 переправился только один батальон. С 14 ноября к боям на пятачке подключился 7-й пограничный полк 1-й стрелковой дивизии НКВД, усиленный 16 ноября одним батальоном из 1-го стрелкового полка той же дивизии. 5 дивизий (168-я, 115-я, 86-я и 177-я и 20-я НКВД) в боях понесли такие потери, что сведённые воедино они вряд ли могли бы по количеству штыков составить одну дивизию и только 3-й коммунистический полк ещё не понёс потери. Наступление поддерживали около 10 танков, в том числе несколько тяжёлых танков КВ. Если атака в центре на рощу Фигурная сразу же захлебнулась, то атака на левом фланге изначально развивалась более успешно. Бойцы 86-й стрелковой дивизии сумели выбить противника к 1-му Городку и начали штурм 8-й ГРЭС. Однако поддержать этот успех было уже нечем и после нескольких дней ожесточённых боёв 86-я дивизия была вынуждена оставить завоёванные позиции. По неполным данным, за пять дней боёв части 8-й армии потеряли свыше 5000 человек. 19-го ноября с плацдарма были выведены 115-я, 177-я и 20-я стрелковые дивизии, оставшийся боевой состав был передан на доукомплектование 265-й, 86-й и 168-й стрелковых дивизий, в это же время расформируются и ударные полки.
16 ноября начальник штаба Ленинградского фронта Д. Н. Гусев заверил высшее руководство, что они с А. А. Ждановым «в прорыве на восток абсолютно убеждены», так как «противник сильно надорван». Однако неоднократные атаки советских частей, продолжавшиеся до конца 1941 года, так и не достигли какого-либо существенного успеха. К концу ноября на плацдарм удалось переправить 20 танков КВ (из которых 1 КВ-2), 10 танков Т-34 и 16 лёгких танков, но и это существенно не изменило ситуацию. 30 ноября было проведено наступление 2-м танковым батальоном 123-й танковой бригады, в результате которого были подбиты все 20 танков КВ, из них три сгорело и один разбит взрывом. К вечеру удалось эвакуировать 11 танков, из которых на ходу был только один. Вместе с декабрьскими боями и повторными ремонтами, 2-й батальон 123-й танковой бригады потерял 35 танков, из которых 14 остались на поле боя и 2 утонули при переправе. Советские части продолжали безуспешно атаковать противника с целью расширить плацдарм, а немцы, в свою очередь, пытались сбросить защитников «пятачка» в Неву. Так, 20 декабря один полк 86-й стрелковой дивизии, при поддержке частей 123-й танковой бригады, атаковал противника в направлении Арбузово — Анненское, но не добился успеха. Более того, в это же время немецкие войска на левом фланге плацдарма из района 1-го Городка перешли в наступление. Ожесточённые бои, переходившие в рукопашные схватки, продолжались несколько дней, но советские части, получив подкрепление, сумели удержать плацдарм. С 1 декабря к сражающимся на плацдарме 86-й, 168-й и 265-й дивизиям, переправилась 10-я стрелковая дивизия, но после безрезультатных боёв к концу декабря 8 армия перешла к обороне и её действия на пятачке в дальнейшем ограничивались позиционными боями. 19 декабря 168-я и 265-я дивизии были выведены на правый берег и в боях на пятачке больше не участвовали. 22 января 1942 года 10-я дивизия выводит два полка, оставшиеся части уходят 11 марта. С этого дня на плацдарме остаются только части 86-й дивизии.

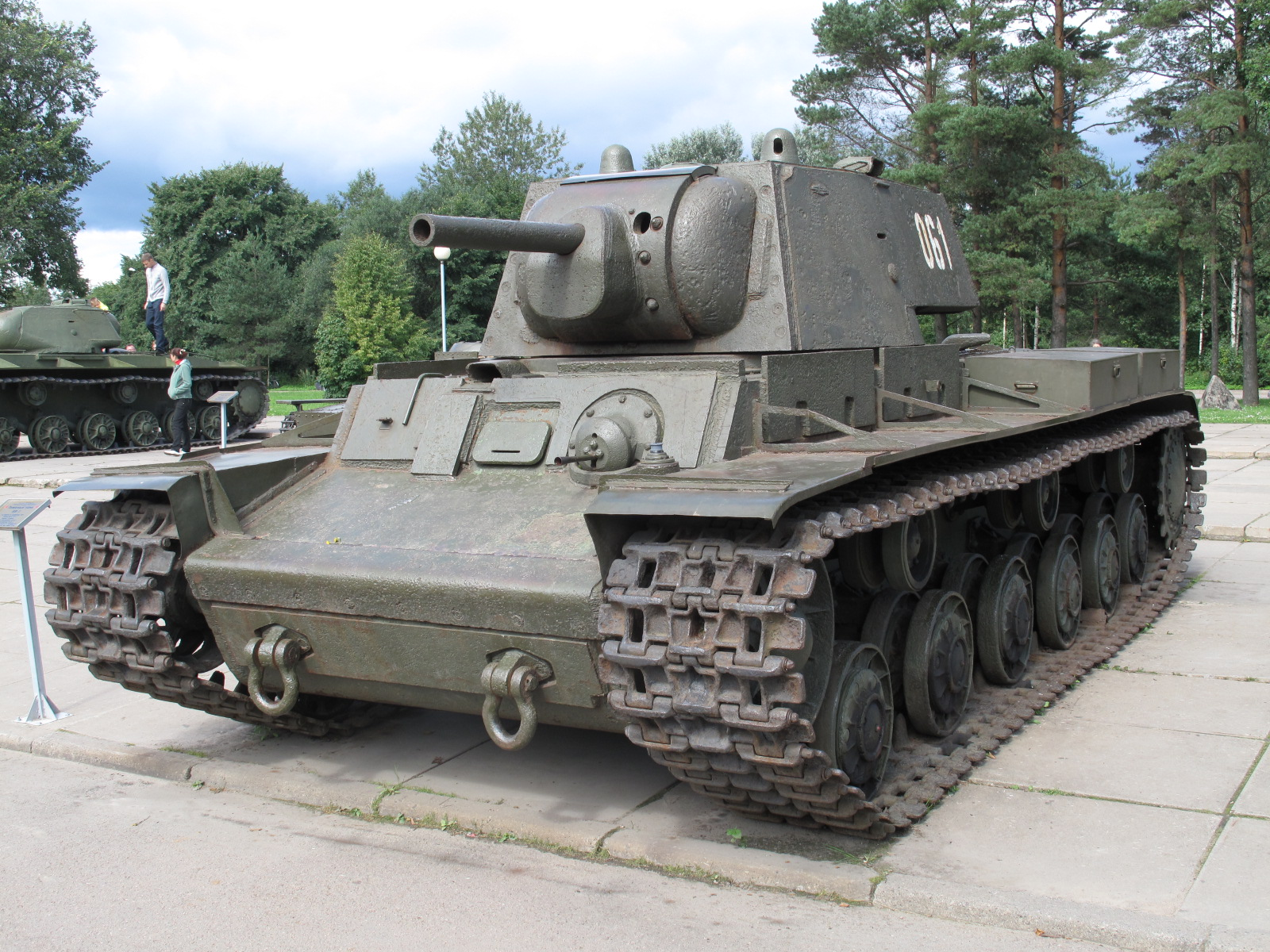
Танк КВ-1, музей «Прорыв блокады Ленинграда».
Танк затонул в районе Невского пятачка осенью 1941 года. Поднят со дна Невы в 2003 году

Согласно немецким данным, с 15 ноября по 27 декабря советские части ходили в атаку боевыми группами 79 раз, в составе до двух рот — 66 раз, в составе батальона и выше — 50 раз. При отражении 16 танковых атак был уничтожен 51 советский танк.
Всего в сентябре — декабре 1941 года на плацдарме действовала советская группировка общей численностью около 10 дивизий (115-я, 86-я, 265-я, 177-я, 10-я стрелковые дивизии, 20-я дивизия НКВД, 168-я стрелковые дивизия с тремя ударными полками, 4-я бригада морской пехоты, 11-я стрелковая бригада, 7-й пограничный полк НКВД, 107-й отдельный танковый батальон и часть сил 123-й танковой бригады), но точно указать её численность крайне затруднительно. Зачастую после нескольких дней боёв стрелковые соединения несли такие потери, что теряли всякую боеспособность. Если позволяла ситуация, их остатки отводились на правый берег на отдых и пополнение, но, как правило, оставшиеся в живых бойцы и командиры из разных частей переходили в состав других дивизий и продолжали вести боевые действия.

Подполз кто-то из командиров. Спрашивает, кто я есть. Отвечаю, что боец 502-го стрелкового полка.
— Какого 502-го? У нас такого нет. А это 277-й [177-й] дивизии наверно. Так её уже сняли с нашего участка, а личный состав передали нам. Так что ты теперь пулемётчик 330-го полка 86-й стрелковой дивизии.— М. А. Павлов, участник боёв на «Невском пятачке»
Советские части несли большие потери даже в дни относительного затишья, поскольку весь плацдарм простреливался насквозь артиллерией и стрелково-пулемётным огнём противника и являлся, по сути, передним краем. Большие потери несли даже части, не участвовавшие непосредственно в боях за плацдарм. Например, 712-я отдельная кабельно-шестовая рота, проложившая бронированный кабель по дну Невы и обеспечивавшая связь плацдарма с правым берегом, или 41-й и 42-й инженерно-понтонные батальоны, осуществлявшие переправу войск на плацдарм.

Над рекой и пятачком господствовала мрачная громада 8-й ГРЭС, дававшая врагу не только отличные возможности для наблюдения, но и превосходные условия для оборудования огневых позиций с надёжными убежищами в подземных этажах. В глубине вражеской обороны, не более как в тысяче метров от линии берега, стояли два огромных кургана из шлака, накопленного за 10 лет работы ГРЭС. Разведка боем показала, что на них фашисты оборудовали пулемётные точки, отлично замаскировали их. Впереди курганов находились два глубоких песчаных карьера, в которых гитлеровцы подготовили огневые позиции миномётов всех калибров. Эти позиции не просматривались и были защищены от настильного огня… Река и пятачок, благодаря излучине Невы, простреливались также ещё и из деревни Арбузово, в спину нашим частям, наступающим на эстакаду и ГРЭС.— А. М. Андреев, осенью 1941 года — командующий 86-й стрелковой дивизией
Ежедневно на защитников пятачка обрушивалось до 50 000 снарядов, мин и авиабомб. Потери стрелковых частей достигали 95 % от первоначальной численности. Причём большую часть общих потерь составляли потери безвозвратные, поскольку эвакуация раненых на правый берег была затруднена. Переправа с одного берега на другой до середины ноября осуществлялась в основном ночью, а после образования на Неве прочного ледяного покрова — в сумерках или даже днём, поскольку ночью был очень велик риск попасть в полынью и утонуть.
Кроме того, исключительно тяжёлые погодные условия (в ноябре — декабре морозы доходили до −25°), отсутствие оборудованных землянок и блиндажей и проблемы с обеспечением солдат на плацдарме продовольствием способствовали росту числа различных заболеваний, что увеличивало их без того большие потери.
Погибших, за очень редким исключением, хоронили прямо на плацдарме в воронках и траншеях. Некоторые оказывались захороненными дважды и трижды — разрывы снарядов и мин поднимали останки из могил, а потом трупы вновь засыпало землёй.

К моменту высадки нашей роты все окопы, ходы сообщений были забиты замерзшими трупами. Они лежали на всей площади пятачка, там, где их настигла пуля или осколок. Трудно об этом вспоминать, но так было: укрытие, в котором мне и моим двум товарищам довелось разместиться, было вместо наката перекрыто окоченевшими трупами, трупами были частично выложены стены, амбразуры для ведения огня были оборудованы между трупами, уложенными вдоль окопов вместо бруствера. Вся площадь пятачка представляла собой кладбище незахороненных солдат и офицеров.
Ни одного деревца или куста, ни одного кирпича на кирпиче — всё снесено огнём… Всё это на фоне постоянного грохота нашей и немецкой канонады, специфического запаха минного пороха, отвратительного звука немецких штурмовиков, стона раненых, мата живых, кроющих немцев, войну и этот гиблый пятачок, а иногда и наших артиллеристов, лупивших по своим позициям.— Ю. Р. Пореш, ветеран 115-й стрелковой дивизии, участник боёв на Невском пятачке в ноябре 1941 года
В период с октября по декабрь 1941 года советским войскам в районе Невского пятачка противостояли 96-я пехотная и 7-я воздушная дивизии и прибывшая в район Невского пятачка позже 1-я пехотная дивизия. Немецкие части «пережили там очень тяжёлые недели и понесли значительные потери». Так, уже к концу ноября во многих батальонах 1-й пехотной дивизии в строю осталось менее ста человек.

### Ликвидация Невского пятачка. Апрель 1942 года

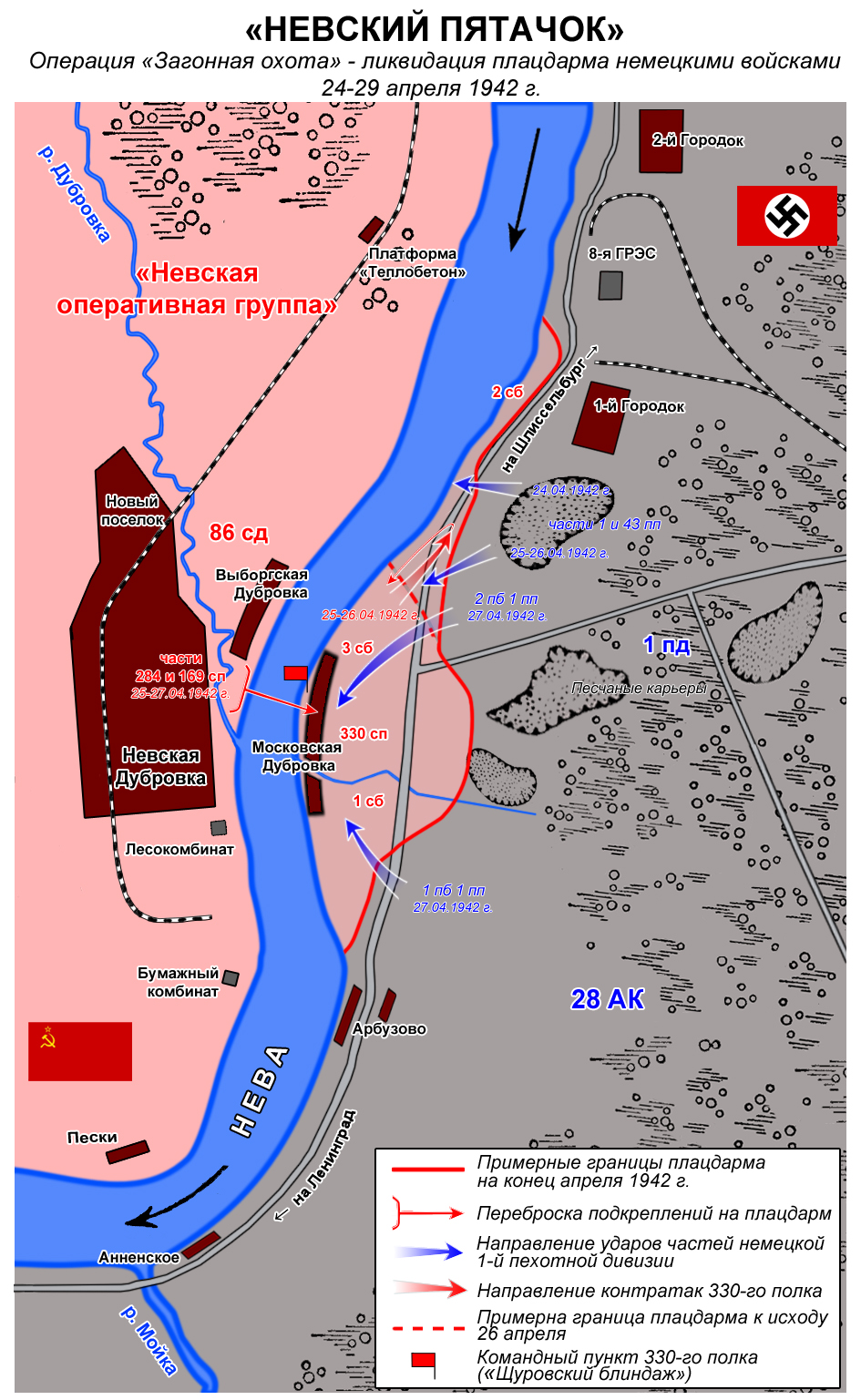
Ликвидация Невского пятачка,
24—29 апреля 1942 года

В начале 1942 года основные силы Волховского и Ленинградского фронтов были сосредоточены для участия в Любанской операции. Наступление, которое изначально имело цель полного освобождения Ленинграда от блокады, развивалось с большим трудом и поглощало практически все резервы двух фронтов. В конце января 1942 года 8-я армия была передислоцирована на другой участок фронта, а части, занимавшие позиции по правому берегу Невы и на плацдарме, были объединены под командованием воссозданной Невской оперативной группы. В районе Невского пятачка установилось относительное затишье. Это обстоятельство позволило, например, эвакуировать с плацдарма на правый берег 9 подбитых танков КВ, подлежащих восстановлению.
В конце апреля 1942 года на Неве начался ледоход, который существенно затруднил связь гарнизона пятачка с основными силами Невской оперативной группы на правом берегу. Немецкое командование приняло решение воспользоваться этим и ликвидировать плацдарм. Операция получила кодовое наименование «Загонная охота» (нем. Drueckjagd). Всего на левом берегу Невы на участке Шлиссельбург — Ивановское немцы располагали силами в 9—10 батальонов из состава различных частей 1-й, 96-й и 207-й пехотных дивизий общей численностью около 5200 человек.
На тот момент оборону на пятачке держал 330-й полк (ком. майор С. А. Блохин) — 357 бойцов (по другим данным — около 1000 человек). Полк занимал оборону на фронте в 4 километра — от оврага севернее Арбузова до окраин 1-го Городка. Глубина плацдарма составляла 500—800 метров на правом фланге и в центре, а на левом фланге — всего 50—70 метров.
Вечером 24 апреля после артподготовки немецкие войска нанесли внезапный удар по левому флангу советской обороны на плацдарме. Части 43-го и 1-го полков 1-й немецкой пехотной дивизии после ожесточённого боя вышли к Неве и отрезали 2-й батальон от основных сил 330-го полка. Утром последовали новые атаки, в результате которых противнику удалось потеснить 3-й батальон на 100—150 метров. Все попытки гарнизона плацдарма восстановить положение своими силами успеха не имели.

После боя на Невском пятачке,
27 апреля 1942 года

25 апреля в Невскую Дубровку прибыло командование Невской оперативной группы во главе с командующим А. Л. Бондаревым, который взял руководство боевыми действиями на себя. Переправа подкреплений на плацдарм была затруднена не только ледоходом, но и тем, что артиллерийско-миномётным огнём противника была уничтожена большая часть лодок. Однако 25—26 апреля на плацдарм удалось переправить подкрепление из состава 284-го стрелкового полка — 250 человек. Одновременно на плацдарм прибыла группа начальствующего состава 86-й стрелковой дивизии для организации обороны и эвакуации раненых.
Днём 27 апреля боевая группа 1-й немецкой пехотной дивизии, нанося удары с севера и юга по сходящимся направлениям, перешла в решительное наступление. Несмотря на отчаянное сопротивление защитников, через два часа ожесточённого боя большая часть плацдарма оказалась в руках немцев. На исходе 27 апреля с плацдарма была передана последняя радиограмма — связь с 330-м полком была прервана. На правый берег был послан с донесением начальник штаба полка майор А. М. Соколов, который, будучи трижды раненым, всё-таки сумел добраться вплавь до противоположного берега и рассказать о критическом положении защитников плацдарма. Дальнейшее сопротивление носило очаговый характер. Так, в районе командного пункта полка продолжала сражаться группа бойцов во главе с начальником политотдела дивизии А. В. Щуровым, а у командного пункта 3-го батальона продолжали бой несколько человек во главе с С. А. Блохиным. Попытки частей 284-го полка форсировать Неву и контратаковать противника успеха не имели.

Когда плацдарм уже был в наших руках, они сделали безнадежную попытку переправиться через Неву на лодках, чтобы перейти в контратаку. То, что не было уничтожено при переправе, завершено было при высадке. Не знаешь чему больше удивляться: безумству тех, кто отдал приказ на эту безнадежную операцию, или мужеству смертников, выполнявших его.— Из дневника унтер-офицера 227-й пехотной дивизии Вольфганга Буффа
К 29 апреля большинство очагов сопротивления на плацдарме были уничтожены, однако отдельные бойцы продолжали сопротивление до начала мая. Большинство защитников плацдарма погибли или попали в плен (по советским данным — 972 человека), только 123 человека сумели переправиться на правый берег. По данным штаба Невской оперативной группы с 24 по 27 апреля на пятачке было 897 бойцов. В ОБД Мемориал присутствует поимённый список на 788 без вести пропавших защитников плацдарма. Согласно немецким сводкам общие потери советской стороны в этих боях составили 1400 человек. В плен были захвачены 342 человека (по другим данным — 117), в том числе трижды раненый командир 330-го полка С. А. Блохин. По словам петербургского публициста В. С. Правдюка, знавшего С. А. Блохина лично, немцы ампутировали в лазарете майору обе ноги и передали его местным жителям со словами: «Это ваш герой — вы его и берегите».
Из состава 1-й пехотной дивизии выбыло из строя около 500 человек, в том числе более 100 солдат были убиты или пропали без вести.

### Воссоздание Невского пятачка
В ходе Синявинской наступательной операции 1942 года Ленинградский фронт всеми силами вновь стремился поддержать наступление Волховского фронта, наносившего главный удар с востока.
В начале сентября было принято решение силами Невской оперативной группы форсировать Неву на участке Анненское — 1-й Городок, а в дальнейшем наступать в сторону Синявино. Однако наспех подготовленная операция сразу же провалилась. В ночь на 3 сентября 46-я стрелковая дивизия попыталась форсировать Неву в районе устья Дубровки двумя ротами первого эшелона, но при переправе лодки были замечены противником и расстреляны пулемётным и артиллерийским огнём. Во второй попытке переправиться участвовали уже две дивизии — 46-я и 86-я. 9 сентября в 16.00, после артобработки левого берега, 46-я дивизия  начала переправляться между устьем Дубровки и 1-м Городком, а 86-я дивизия — между Арбузово и Анненское.  Из-за шквального огня противника войска несли большие потери, но небольшие группы бойцов всё же достигли левого берега Невы. Но поскольку дальнейшие переправы были прекращены, то все они погибли, либо попали в плен. Аналогичные попытки повторялись в ночь на 10 и на 11 сентября, но батальоны так и не смогли закрепиться  и были выбиты с левого берега контратаками противника.
12 сентября Ставка ВГК приказала прекратить операцию, «так как Ленинградский фронт оказался неспособен толково организовать форсирование р. Невы и своими действиями глупо загубил большое количество командиров и бойцов». На подготовку нового наступления войскам Невской оперативной группы отводилось две недели. Согласно донесению командующего Ленинградским фронтом начальнику генерального штаба от 12 сентября, Невская оперативная группа в боях 9—11 сентября потеряла 738 человек убитыми и 2254 раненными.
К концу сентября был подготовлен очередной план форсирования Невы. Невской оперативной группе была поставлена задача силами 86-й, 46-й, 70-й стрелковых дивизий и 11-й стрелковой бригады со средствами усиления форсировать Неву на участке Пески — платформа «Теплобетон», прорвать оборону противника и соединиться с частями Волховского фронта. Для поддержки стрелковых соединений было выделено около 90 плавающих танков Т-38. Общее руководство операцией осуществлял начальник штаба Ленинградского фронта генерал-лейтенант Д. Н. Гусев.

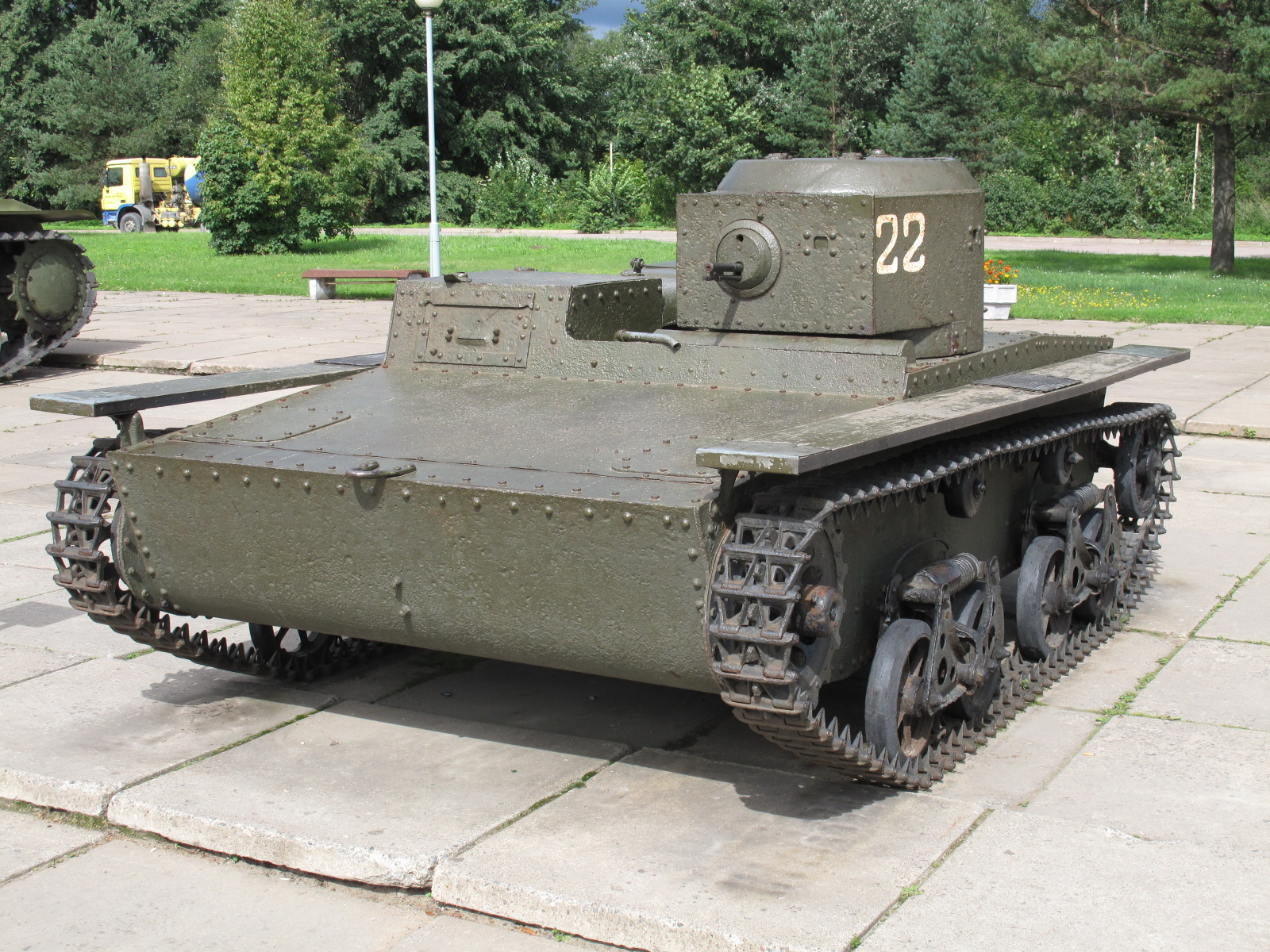
Танк Т-38, музей «Прорыв блокады Ленинграда».
Танк затонул в сентябре 1942 года и был поднят со дна Невы в 2005 году.

К этому моменту наступавшие с востока части Волховского фронта в результате немецкого контрнаступления оказались в критическом положении и шансов на прорыв блокады уже не оставалось. Однако операция Невской Оперативной группы заставила немецкое командование перебросить 28-ю егерскую дивизию из района Синявина для усиления обороны на Неве, что несколько облегчило положение окружённой группировки Волховского фронта.
26 сентября советские войска начали форсирование Невы и сумели закрепиться на левом берегу в нескольких местах. Так, 86-я стрелковая дивизия вела бои в районе Аненнского, 70-я — в районе Московской Дубровки, а 11-я стрелковая бригада у 1-го Городка. Переправа 11-й бригады была сорвана огнём противника, потеряв за 26-27 сентября 1252 человека, она смогла переправиться лишь через несколько дней на участке 70-й дивизии . Противник 29 октября сумел ликвидировать два плацдарма 330-го и 169-го полков 86-й дивизии между Анненским и Арбузово, только пятачок в районе Московской Дубровки оставался под контролем советских частей. Немецкие войска силами 12-й танковой и 28-й егерской дивизий беспрерывно контратаковали и советское командование, для того чтобы удержать плацдармы, приняло решение начать переправу танков. С 30 сентября по 3 октября на левый берег Невы удалось переправить 26 танков, но к началу октября советские войска так и не смогли развить первоначальный успех. 4 октября на правый берег была выведена 86-я дивизия, на плацдарме оставались только остатки 330-го полка, переданные в оперативное подчинение 11-й стрелковой бригады.
Согласно докладу командующего Ленинградским фронтом Л. А. Говорова И. В. Сталину от 4 октября, по неполным данным, потери 86-й, 70-й стрелковых дивизий и 11-й стрелковой бригады в боях 26—29 сентября составили 8244 человека. Общие потери с 26 сентября по 7 октября составили 12889 человек, из них 7875 — безвозвратные. В эти данные входят потери как на левом, так и на правом берегу Невы. С 8 сентября по 7 октября на пятачке было потеряно 34 танка из 48-го, 86-го и лёгко-танкового отдельных батальонов, из них подорвано при отходе 24 (8 Т-26, 1 БТ-2, 15 Т-37/38), сгорели в бою 2 Т-26 и утонули при переправах 8 (1 Т-26 и 7 Т-37/38).
В связи с оперативной нецелесообразностью, связанной с трудностями по обеспечению боеприпасами и продовольствием, а также по эвакуации раненых и значительных потерь 70-й стрелковой дивизии, 5 октября 1942 года командование Ленинградским фронтом приняло решение оставить плацдарм. В ночь на 7 и на 8 октября группировка 70-й дивизии и 11-й бригады была переправлена на правый берег. В то же время по инициативе члена военного совета Ленинградского фронта А. А. Жданова из добровольцев 329-го стрелкового полка была сформирована «особая рота» морских пехотинцев (114 чел.) под командованием капитана Н. А. Бритикова, заместителем командира по политической части был назначен старший лейтенант Дмитриев. Эта рота 9 октября переправилась обратно на оставленный плацдарм и сумела отразить все последующие атаки неприятеля, потеряв 4 человека убитыми и большое число ранеными. За удержание плацдарма весь её личный состав был награждён орденами и медалями: 18 воинов — орденами Красного Знамени, 30 — орденами Красной Звезды, остальные — медалями «За отвагу». 16 октября 1942 года приказом Народного комиссара обороны СССР № 319 за отличие в боях на Невском пятачке 70-я стрелковая дивизия была преобразована в 45-ю гвардейскую стрелковую дивизию, став таким образом первой гвардейской дивизией на Ленинградском фронте. В ночь на 18 и на 19 октября роту 70-й дивизии сменил отряд из состава 340-го полка 46-й стрелковой дивизии.
Левобережный отряд регулярно отражал попытки противника ликвидировать плацдарм, наиболее крупная случилась 19—22 ноября. По инициативе командующего 18-й армией Георга фон Линдеманна немцами была предпринята операция частью сил 391-го и 399-го полков 170-й пехотной дивизии. При поддержке артиллерии немцы перешли в наступление и изначально добились значительного успеха, практически ликвидировав плацдарм — бойцам 46-й стрелковой дивизии удалось удержать лишь узкую полоску обрывистого берега. Однако эффективный огонь советской артиллерии (до 150 орудий) с правого берега наносил значительные потери противнику и остановил его дальнейшее продвижение. 21 ноября, получив подкрепление, защитники плацдарма перешли в контрнаступление и к 22 ноября восстановили первоначальную линию обороны. Немецкая операция по ликвидации плацдарма закончилась провалом. Из 257 человек  левобережного гарнизона, безвозвратные потери составили 190 человек и 63 ранеными.

### Прорыв блокады Ленинграда, январь-февраль 1943 года
12 января 1943 года началась операция «Искра». 67-й армии предстояло форсировать Неву на более широком (13 километров) участке фронта, чем в предыдущих операциях — от Шлиссельбурга до Невского пятачка и наступать на восток для соединения со 2-й ударной армией Волховского фронта.
Из района Невского пятачка наносила удар 45-я гвардейская стрелковая дивизия при поддержке 118-го отдельного танкового батальона (25 танков и 2 бронеавтомобиля). Победный исход операции во многом предопределили удачные действия 136-й стрелковой дивизии и 61-й танковой бригады, форсировавших Неву в районе Марьино, а наступление в районе пятачка и на этот раз успеха не имело. Вместе с тем немецкое командование, ожидая основного удара из района Московской Дубровки, усилило перед началом советского наступления этот участок двумя полками 170-й пехотной дивизии, ослабив при этом оборону в районе Марьино.
В первый день наступления 131-й полк 45-й гвардейской дивизии, наносивший удар непосредственно с плацдарма, сумел продвинуться вперёд всего на 500—600 метров. Два других полка (129-й и 134-й) при форсировании Невы в районе 8-й ГРЭС понесли большие потери и успеха не добились, а 118-й отдельный танковый батальон уже к концу дня 13 января потерял все машины. В последующие дни на плацдарм были переброшены резервы 45-й гвардейской дивизии, а с 14 января — часть сил 13-й стрелковой дивизии, но это не изменило ситуацию. Все попытки противника контратаковать были отбиты, но продвинуться вперёд советским частям снова не удалось. 18 января 13-я стрелковая дивизия была выведена с плацдарма, а 20 января и 45-я гвардейская дивизия убыла в резерв армии, потеряв за неделю боёв 5368 человек. На плацдарме остались два батальона 340-го полка 46-й стрелковой дивизии.

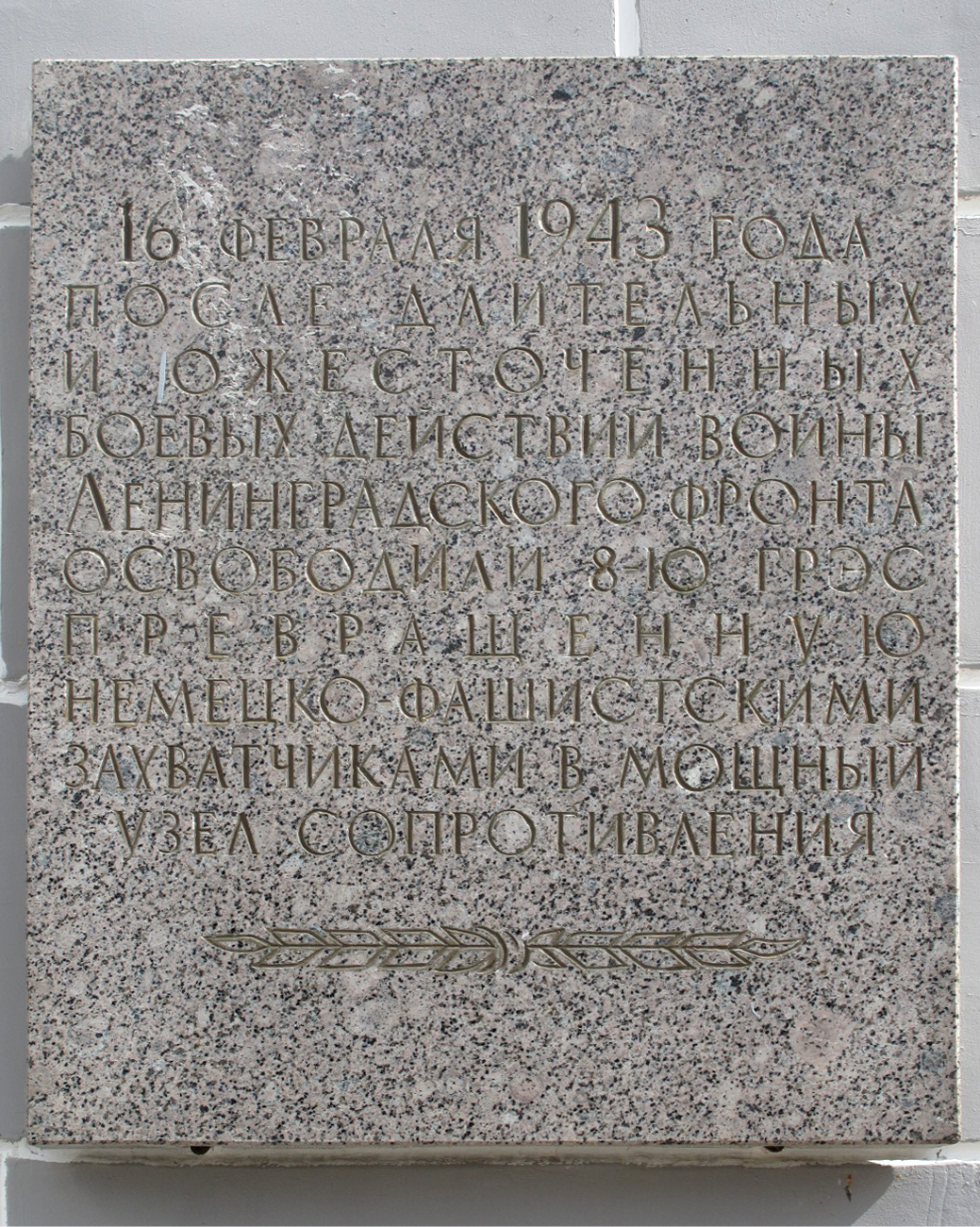
Мемориальная доска на здании Дубровской ТЭЦ (8-я ГРЭС)

К этому моменту части 67-й армии, наступавшие из района Марьино, обошли 1-й и 2-й Городки с севера-востока и востока. 21 января 102-й стрелковой бригаде, 123-й стрелковой дивизии и 152-й танковой бригаде была поставлена задача нанести удар на Московскую Дубровку и окружить немецкие войска в образовавшемся выступе. Несмотря на большие потери, выполнить поставленную задачу не удалось. В начале февраля советские войска снова попытались ликвидировать выступ во фронте в районе пятачка, с которого противник мог предпринять наступление с целью перерезать коридор, связавший Ленинград со страной. Командование фронтом сосредоточило для поддержки наступления большую артиллерийскую группировку, включая артиллерию кораблей Балтийского флота, которые стояли на Неве, и артиллерию особой мощности Ржевского полигона.
13 февраля части 67-й армии перешли в наступление большими силами. Непосредственно с плацдарма удар наносила 138-я стрелковая бригада, сменившая 46-ю дивизию 9 февраля. Оборону в этом районе занимали части 170-й пехотной и 28-й егерской дивизий. После нескольких дней ожесточённых боёв утром 16 февраля части 102-й стрелковой бригады и батальон бронеавтомобилей 30-й гвардейской танковой бригады, наступавшие с севера, взяли 2-й Городок и 8-ю ГРЭС, а части 142-й стрелковой бригады вышли к 1-му Городку. Преследуя отступающего противника, к утру 17 февраля основные силы 67-й армии вышли к Невскому пятачку и соединились с 138-й бригадой. Успех был достигнут благодаря эффективной артиллерийской поддержке. Так, огонь артиллерии не позволил немецким подкреплениям пробиться к 1-му и 2-му Городкам, а в здании 8-й ГРЭС почти весь гарнизон был уничтожен. Однако по другим данным противник не был уничтожен, а только отступил под угрозой окружения, оставив 2-й Городок 16 февраля, а 17 февраля — 8-ю ГРЭС.

Части 67-й армии раздавили, наконец, «осиное гнездо» противника в районе 8-й ГЭС и Московской Дубровки… Д. Н. Гусев, поздравив по этому поводу командарма 67-й А. И. Черепанова, не преминул заметить:
— А главные-то силы группировки вы просто вытолкнули из Городокского узла, Александр Иванович. Окружены только остатки двадцать восьмой дивизии. Части сто семидесятой уже дерутся против Свиридова. И двадцать первая пехотная обнаружена на участке пятьдесят пятой армии.— Из воспоминаний командующего инженерными войсками Ленинградского фронта генерал-лейтенанта Б. В. Бычевского
В февральских боях обе стороны понесли большие потери. Так, только 138-я стрелковая бригада потеряла за неделю 420 человек убитыми и 1771 ранеными, а немецкая 170-я пехотная дивизия за весь февраль — 2545 убитыми и ранеными.

## Перечень частей, переправленных на плацдарм
| Первый плацдарм (20.9.41 — 28.4.42) | Первый плацдарм (20.9.41 — 28.4.42) | Восстановленный плацдарм (26.9.42 — 17.2.43) | Восстановленный плацдарм (26.9.42 — 17.2.43)                                                                           |
| Стрелковые части: | | | |
| 115 сд (576, 638сп, 168орб, 241оиптд, 133озад, 277обс, 219осапб) 4 мбр (2, 3, 5сб) 1 сд НКВД (3сб / 7погр.сп с б-ном 1сп) учебный б-н 10 запасного полка 86 сд (169, 330, 284сп, 367обс, 120осапб) 265 сд (450, 941, 951сп, 685обс, 429осапб) 20 сд НКВД (7, 8, 9сп, оминд, обс, осапб) 168 сд (260/1Усп, 402, 462сп, 2, 3Усп, 209обс, 215осапб) 11 осбр (1, 2, 3сб) 177 сд (486, 502сп, 555обс, 333осапб) 10 сд (62, 98, 204сп, 31обс, 94осапб) | 20.9 – 19.11.41 23.9 – 28.10.41 23.9 – ? / 14.11 – ? 9.10 – ? 20.10.41 – 28.4.42 24.10 – 19.12.41 26.10 – 19.11.41 3.11 – 19.12.41 5 – 9.11.41 7 – 19.11.41 1.12.41 – 11.3.42 | 11 осбр (1, 2, 3, 4сб, оба, опб, омб, оиптд) 86 сд (169, 284, 330сп, омспб, 367обс, 120осапб) 70 сд (68, 252, 329сп, 65рб, 11обс, 64осапб) б-н курсов мл. лейтенантов ЛФ 46 сд (1 сд НКВД) (гарнизон 340сп) 45 Гсд (70 сд) (129, 131, 134Гсп, 57Гпб, уч.б-н, 71Гобс, 49Госапб) 13 сд (296сп, 1сб 172сп, 6ср 119сп, опб) 138 осбр (1, 2, 3, 4сб, оба, опб) | 26.9 – 8.10.42 26.9 – 4.10.42 26.9 – 8.10.42 (19.10) 26.9 – ? 18.10.42 – 17.2.43 12 – 20.1.43 14 – 18.1.43 9 – 17.2.43 |
| Бронетанковые части: | | | |
| 107 отб / отп 123 тбр (2тб, 123омспб) 48 отб | 22.10 – ?.1.42 29.11.41 – 29.12.41 ?.1.42 – 28.4.42 | олтб 86 отб 48 отб (2тр) 118 отб (48 отб) (две роты) | 26.9 – 8.10.42 27.9 – 8.10.42 2 – 8.10.42 12 – 20.1.43                                                                 |
| Понтонные и инженерные части: | | | |
| 21 омпмб 41 омпмб 42 омпмб 2 озпмб 53 оиб 106 омиб группа из 49 катеров | | 8 омпмб 12 омпмб 14 омпмб 18 омпмб 21 омпмб 41 омпмб 42 омпмб 53 оиб 106 омиб | |

Примечания:
1. Приведённый состав дивизий вовсе не означает что все эти части переправлялись на пятачок в полном составе.
2. До 19.10.42 находилась только одна рота 70 сд.
3. С 12.1.43 по февраль в районе ГЭС-8 действовали четыре штрафные роты (33,156,158,159), но о том что они наступали именно с территории пятачка сведений нет.

## Потери

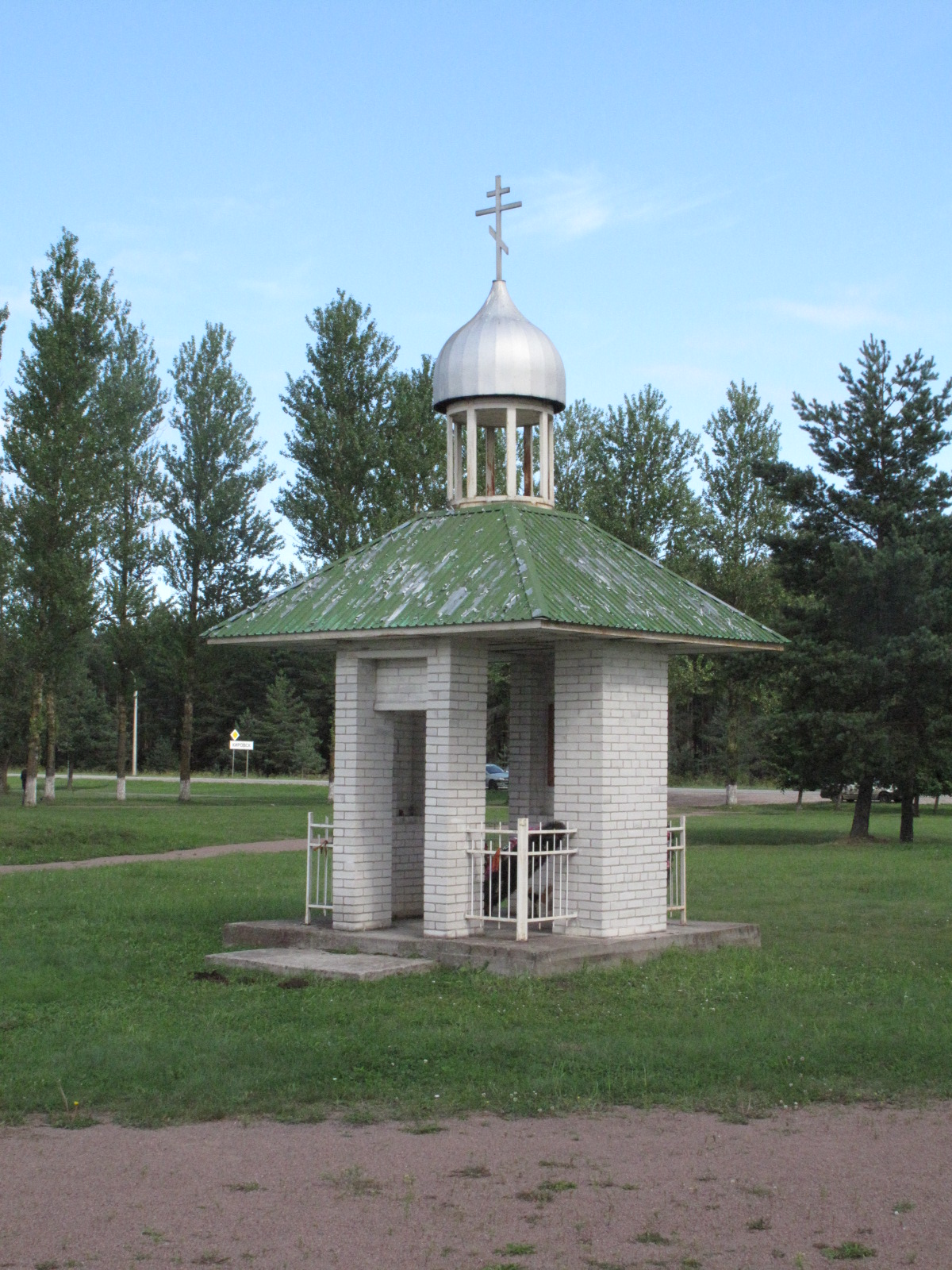
Часовня Георгия Победоносца в память о павших на плацдарме

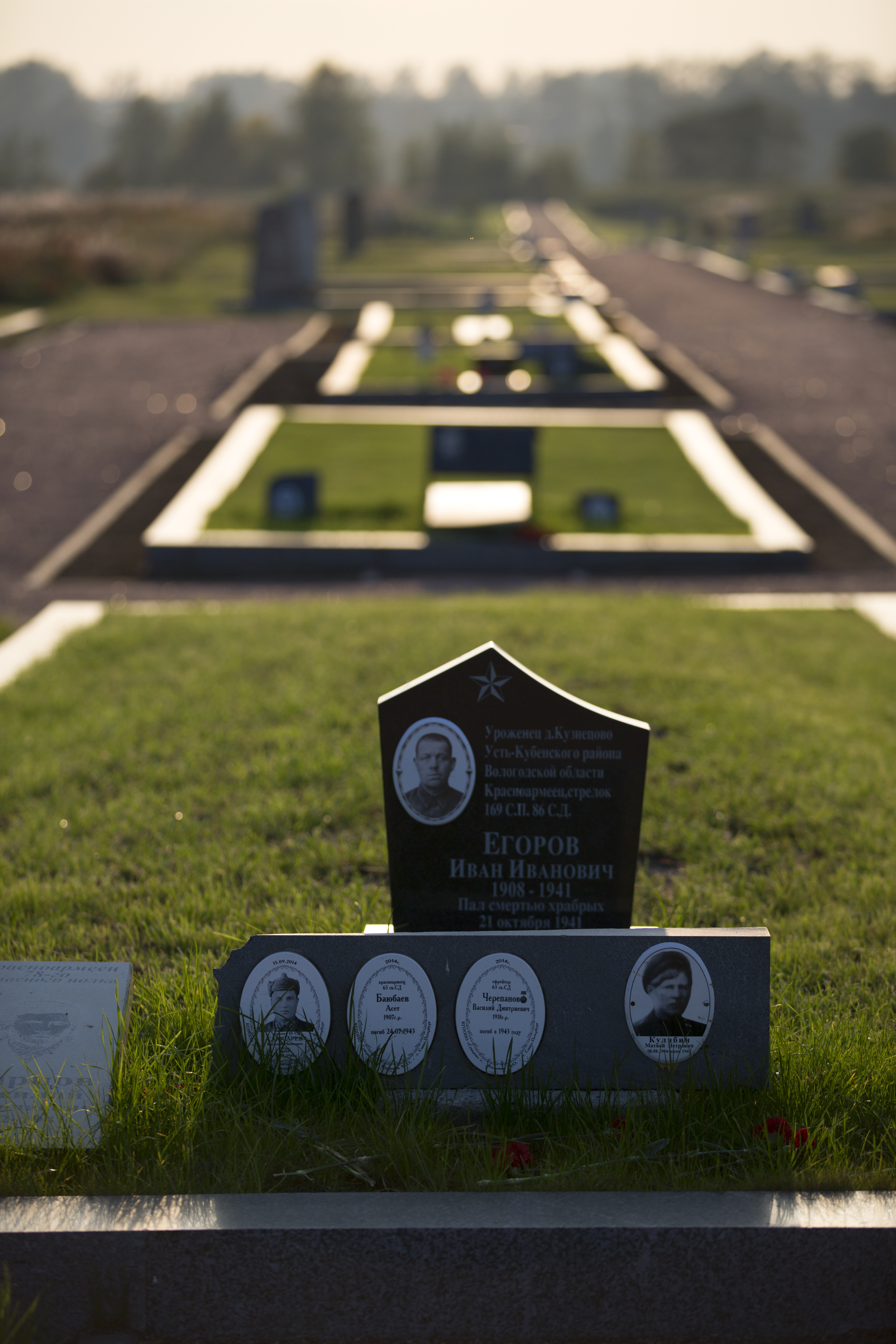
Братские могилы советских воинов

Количество погибших и раненых советских воинов в боях за Невский пятачок в разных источниках значительно отличается, но, согласно абсолютно всем оценкам, потери в боях за плацдарм были огромными.
В 1960-е годы в газете «Правда» была впервые обнародована цифра в 200 000 солдат, погибших на Невском пятачке, которая на длительное время утвердилась в отечественной военно-исторической литературе. В последние годы появились другие оценки. Так, согласно подсчёту комитета ленинградских ветеранов, обнародованному в 2001 году, безвозвратные потери советских войск в боях за плацдарм составили 50 000 человек. По расчётам историка Г. А. Шигина советские войска в боях за плацдарм (только в 1941 году) потеряли убитыми и ранеными — 64 000 — 68 000 человек, по мнению Ю. М. Лебедева — около 50 000 убитыми непосредственно на самом пятачке (без учёта потерь при переправе и на правом берегу).
Кроме того, желая подчеркнуть беспрецедентный уровень потерь в боях за пятачок, зачастую указывается число убитых на квадратный метр плацдарма. При этом и здесь оценки значительно отличаются — от 2 до 17 погибших солдат. Однако подобные утверждения являются некорректными и явно преувеличенными. Размеры Невского пятачка постоянно менялись: от 4 до 1 километра в ширину и от 800 до 350 метров в глубину, — иногда буквально за сутки.

Узнав от меня, что в штабе армии считают, будто плацдарм на левом берегу Невы простирается на 4 километра по фронту и имеет трехкилометровую глубину, полковник [командир 115-й стрелковой дивизии А. Ф. Машошин] махнул рукой.
— Это было вчера, — сказал он со вздохом, — а потом нас сжали. Сейчас пятачок имеет два километра по фронту и уходит на семьсот-восемьсот метров в глубину, не больше. Каждый день с утра до вечера то мы атакуем, то нас противник атакует. Слава Богу, что и это удержали.— С. Н. Борщёв, осенью 1941 года — начальник штаба 168-й стрелковой дивизии
Кроме того, советские части несли значительные потери и в местах сосредоточения на правом берегу Невы, и при переправе, и в атаках на значительном удалении от своих позиций. Если же учитывать, что средние размеры плацдарма составляли 2 километра вдоль Невы и 1 километр в глубину (то есть два миллиона квадратных метров), то количество погибших здесь должно было составить 3—4 миллиона человек.
Так или иначе, все оценки потерь советских войск в боях за плацдарм являются приблизительными и точные цифры, вероятно, указать невозможно.
Потери немецких войск в боях в районе Невского пятачка тоже доподлинно не известны. По приблизительным подсчётам, они составили от 10 000 до 35 000 — 40 000 солдат и офицеров убитыми.
Участник боёв на Невском пятачке осенью 1941 года в составе 115-й стрелковой дивизии Ю. Р. Пореш так ответил на вопрос «стоило ли удержание плацдарма таких огромных жертв»:

В условиях блокированного фашистами Ленинграда и всех жесточайших бед, вызванных этой блокадой, такой вопрос возникнуть не мог. Это потом, когда были подсчитаны потери убитыми, ранеными, искалеченными, нам, оставшимся в живых, стало жутко от реальной цены этого пятачка и возник этот вопрос: «А стоило ли?». А в то время Невская Дубровка была единственной надеждой на прорыв блокады и снятие угрозы голодной смерти оставшихся ещё в живых ленинградцев, ведь от Невского пятачка до боевых порядков Волховского фронта было всего-то семь километров.

## Мемориал
Мемориальный военно-исторический комплекс «Невский пятачок», входящий в комплекс памятников «Зелёного пояса славы» Ленинграда, располагается между шоссе Шлиссельбург — Санкт-Петербург и Невой, сразу после выезда из города Кировска. Мемориальный комплекс, имеющий официальный статус с 1978 года, занимает центральную и южную части пятачка. Северная часть плацдарма находится на территории города Кировска и застроена частными домами.
Ещё до присвоения официального статуса на территории Невского пятачка были установлены памятные сооружения по инициативе ветеранов и местных жителей. Так, первым памятником стал десятиметровый обелиск, установленный в 1952 году (архитектор А. И. Лапиров и скульптор Г. П. Якимова). При изготовлении на Живописно-скульптурном комбинате Ленинградского отделения художественного фонда бронзовой мемориальной доски для обелиска была допущена орфографическая ошибка: слово «пятачок» написано через «е». Однако, как часть объекта культурного наследия, бронзовая доска на обелиске также является предметом охраны, что не позволяет Комитету по культуре Ленинградской области её заменить.
В 1967 году силами военнослужащих Ленинградского военного округа был установлен танк-памятник, а примерно в шестистах метрах от него, за территорией мемориального комплекса, на северной границе плацдарма — орудие ЗИС-3.
В 1995 году инспекция по охране памятников Ленинградской области потребовала убрать памятник-танк, «так как это искажает историческую действительность… советские танки в боевых действиях на пятачке не участвовали». Согласно документальным материалам в боях за плацдарм советские танки принимали участие, и в экспозиции музея «Прорыв блокады Ленинграда» выставлены два «непосредственных участника» боёв за Невский пятачок — танки КВ-1 и Т-38, но танк Т-34-85 (образца 1944 года) или однотипные с ним боевые машины даже теоретически в боях за плацдарм участвовать не могли.

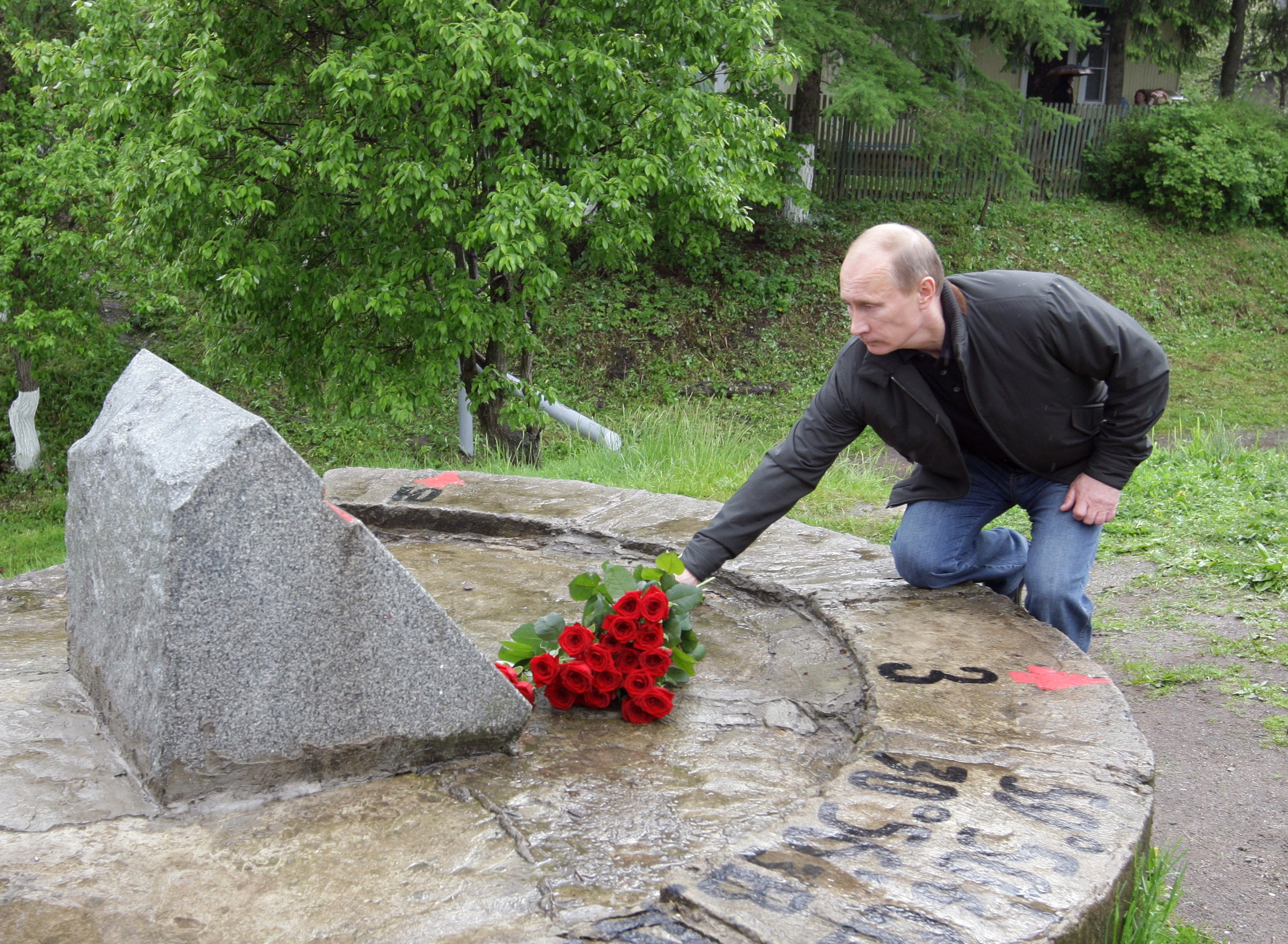
Председатель Правительства РФ В. В. Путин возлагает цветы к мемориалу «Братское воинское захоронение», Невская Дубровка 29 мая 2010 года. Его отец, В. С. Путин, сражался на Невском пятачке в составе 86-й стрелковой дивизии.

12 сентября 1972 года был открыт памятник «Рубежный камень» (архитекторы М. Л. Хидекель и О. С. Романов, художник Г. Д. Ястребенецкий, и скульптор Э. Х. Насибулин), а в 1985-м году появился памятник «Призрачная деревня» как символ 38 селений и деревень, полностью уничтоженных в годы войны на территории современного Кировского района.
В посёлке Дубровка существует музей «Невский пятачок», в 1999 году получивший статус Государственного, в его фондах более 700 экспонатов. Одним из основных направлений работы сотрудников музея является составление Книги Памяти погибших и пропавших без вести воинов. По состоянию на конец 2011 года книга содержала более 24000 имён, к апрелю 2013 — 30736.
8 мая 1999 года была освящена часовня святого Георгия Победоносца (архитектор С. Г. Струков (Наумов). 7 мая 2005 года была заложена «Интернациональная аллея памяти и славы», на которой уже установлено несколько памятных знаков от стран бывшего СССР и субъектов Российской Федерации (Армении, Азербайджана, Белоруссии, Московской области, Татарстана и др.). В конце аллеи, на берегу Невы, установлен поклонный крест.

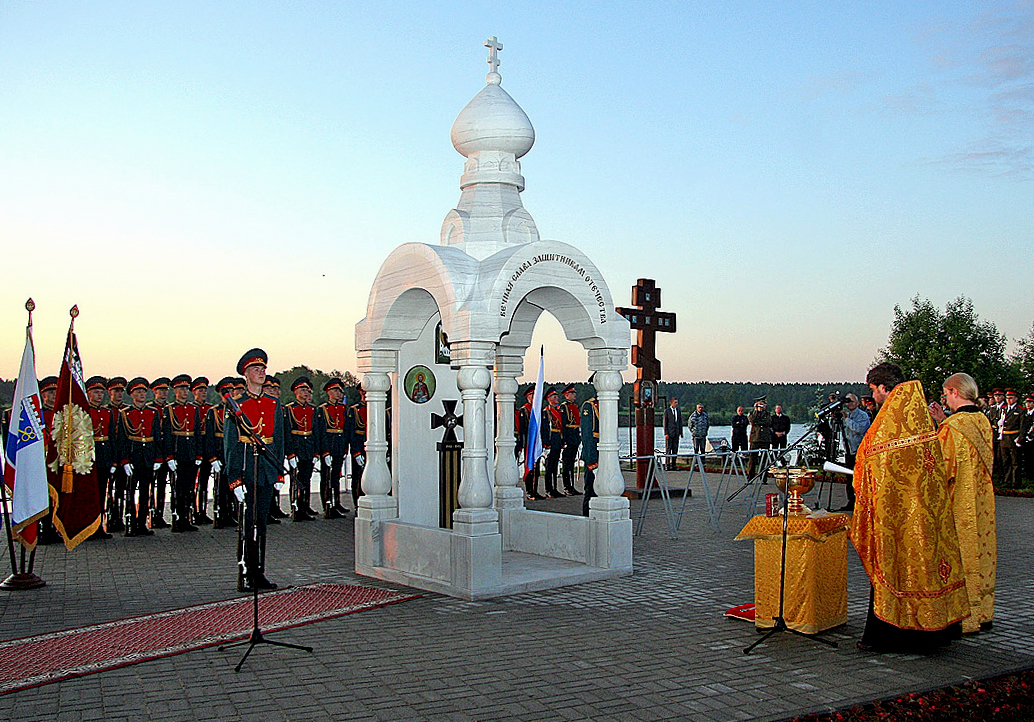
Торжественное открытие Часовни памяти в посёлке Невская Дубровка, 2011

В 2011 году в посёлке открыта Часовня памяти, а следом и церковь иконы Божией Матери «Взыскание погибших», в которой совершаются поминовения павших на Невском пятачке.
В 2015 году были завершены работы по созданию мемориального комплекса «Невский плацдарм»
— 4 мая здесь была включена художественная подсветка, которая выделяет комплекс на фоне ночного неба.

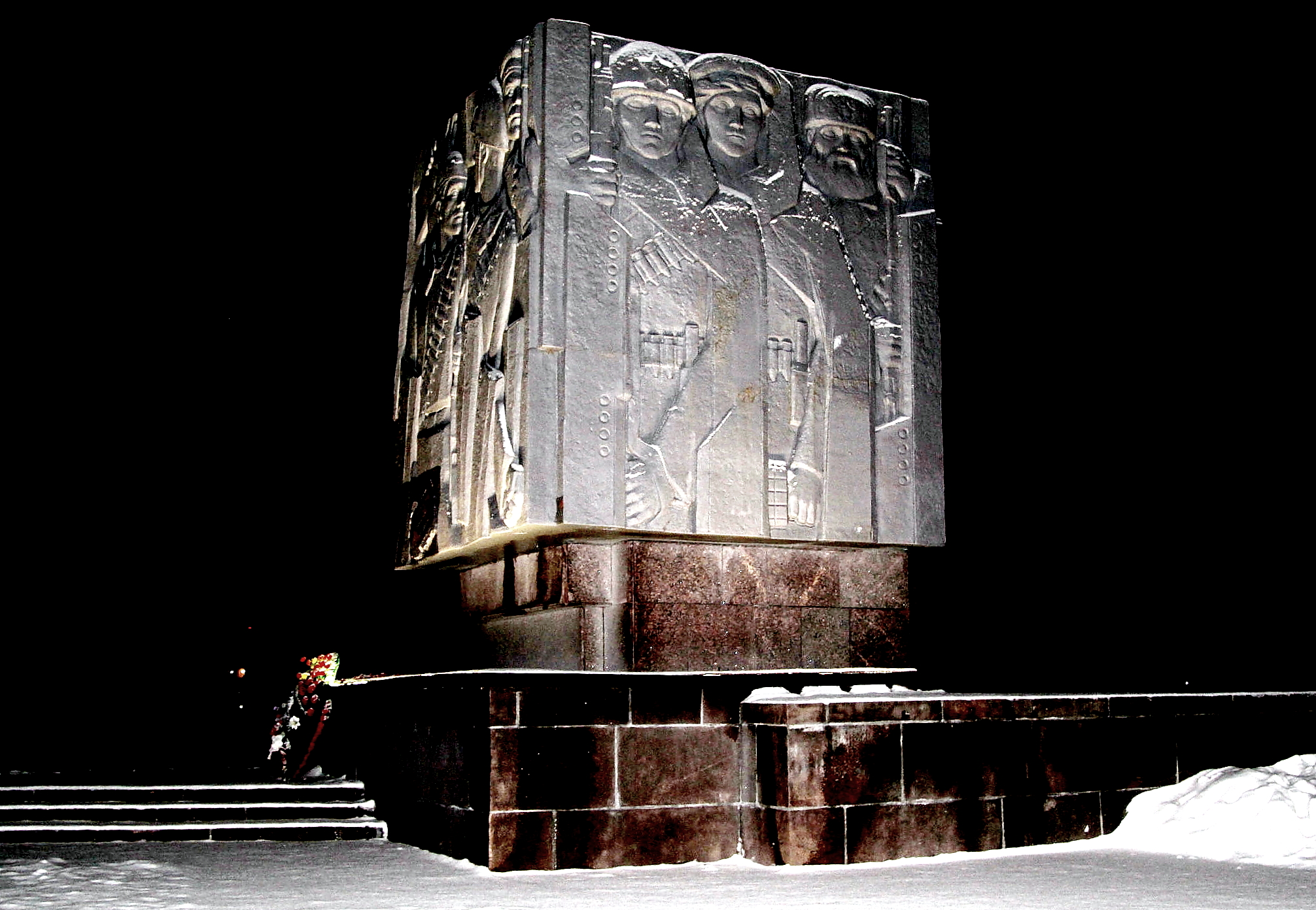
Рубежный камень с подсветкой, 2017

119 светильников в форме танковых надолбов (уникальная конструкция, созданная специально для «Невского пятачка») автоматически включаются после захода солнца.
На территории пятачка продолжаются поисковые работы с целью обнаружения незахороненных бойцов и командиров Красной Армии и установления имён погибших в боях за плацдарм. Как правило, каждый год на территории мемориала проходят торжественно-траурные церемонии на «Невском пятачке», на которых останки бойцов предаются земле с воинскими почестями. По состоянию на 2005 год на территории мемориала находилось 16 братских воинских захоронений с останками 17607 бойцов и командиров Красной армии; имена только 1114 из них установлены.

## После боёв. Мирное время
По сообщениям местных жителей, в 1950—1960-х годах проводилось разминирование местности с последующим восстановлением прилегающих жилых массивов в виде садоводств. Но, несмотря на крупные жилые массивы и город Кировск, непосредственно прилегающие к Невскому пятачку, следы боёв так и не стёрлись. Местность испещрена воронками, видны линии окопов и укреплений. Вплоть до конца 1980-х годов на берега Невы выносило множество боеприпасов, а обнаружить огнестрельное оружие в лесном массиве было обычным делом. В 1990-х годах оружие на поверхности стало редкостью, но боеприпасы и элементы амуниции всех видов оставались. Не считая гильз, снаряды, винтовочные патроны, и, особенно много, миномётные выстрелы лежали на тропинках и незаболоченных участках. Останки тел были представлены фрагментами.
Весной 1990 года поисковики военно-патриотического общества объединения «Возвращение» (председатель — Г. В. Стрелец) в результате длительных поисков сумели найти и раскопать командный пункт 330-го полка — один из последних очагов обороны на плацдарме в апреле 1942 года. Большую помощь поисковикам оказал бывший начальник штаба полка А. М. Соколов. Вечером 27 апреля 1942 года он был послан начальником политотдела 86-й стрелковой дивизии А. В. Щуровым с донесением на правый берег и, несмотря на три ранения, всё-таки сумел переплыть Неву. В блиндаже были найдены останки 11 человек, удалось опознать А. В. Щурова, сержанта госбезопасности П. Н. Кузьмина, начальника связи полка М. А. Кукушкина, начальника штаба дивизии Я. В. Козлова и майора медицинской службы Б. И. Аргачёва. Все они были похоронены с воинскими почестями на Невском «пятачке».
В конце 1990-х — начале 2000-х активизировались чёрные копатели и официальные поисковые группы. К концу 2000-х артефакты времён боёв практически перестали встречаться на поверхности. Однако особенности местности — чередование заболоченных полос, твёрдого грунта, богатого песком, и болота — позволяют утверждать, что останки большинства солдат и большая часть снаряжения погребена здесь навсегда.
В 2012 году ЗАО «Корпорация Евротракт» через аффилированные структуры (ООО «ЕвроТракт») начала разработку песчаного карьера на нетронутом участке Невского пятачка. После вмешательства общественности работы были остановлены.
По состоянию на 2013 год на Невском пятачке велись карьерные работы непосредственно напротив мемориала, а генеральный план развития города Кировска предусматривал частичную застройку Невского пятачка.

## Галерея

Братские могилы
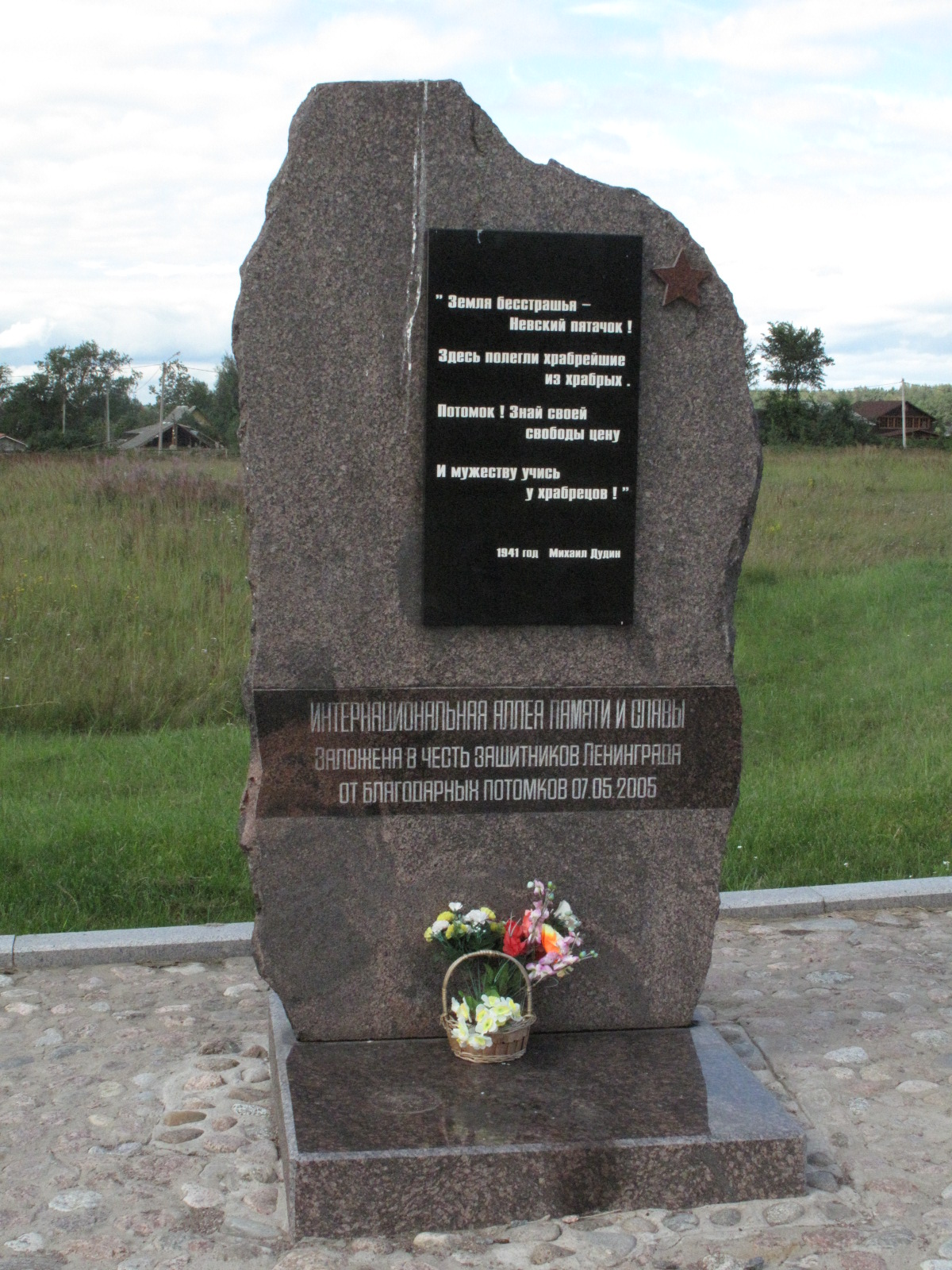
Закладной камень интернациональной аллеи памяти и славы
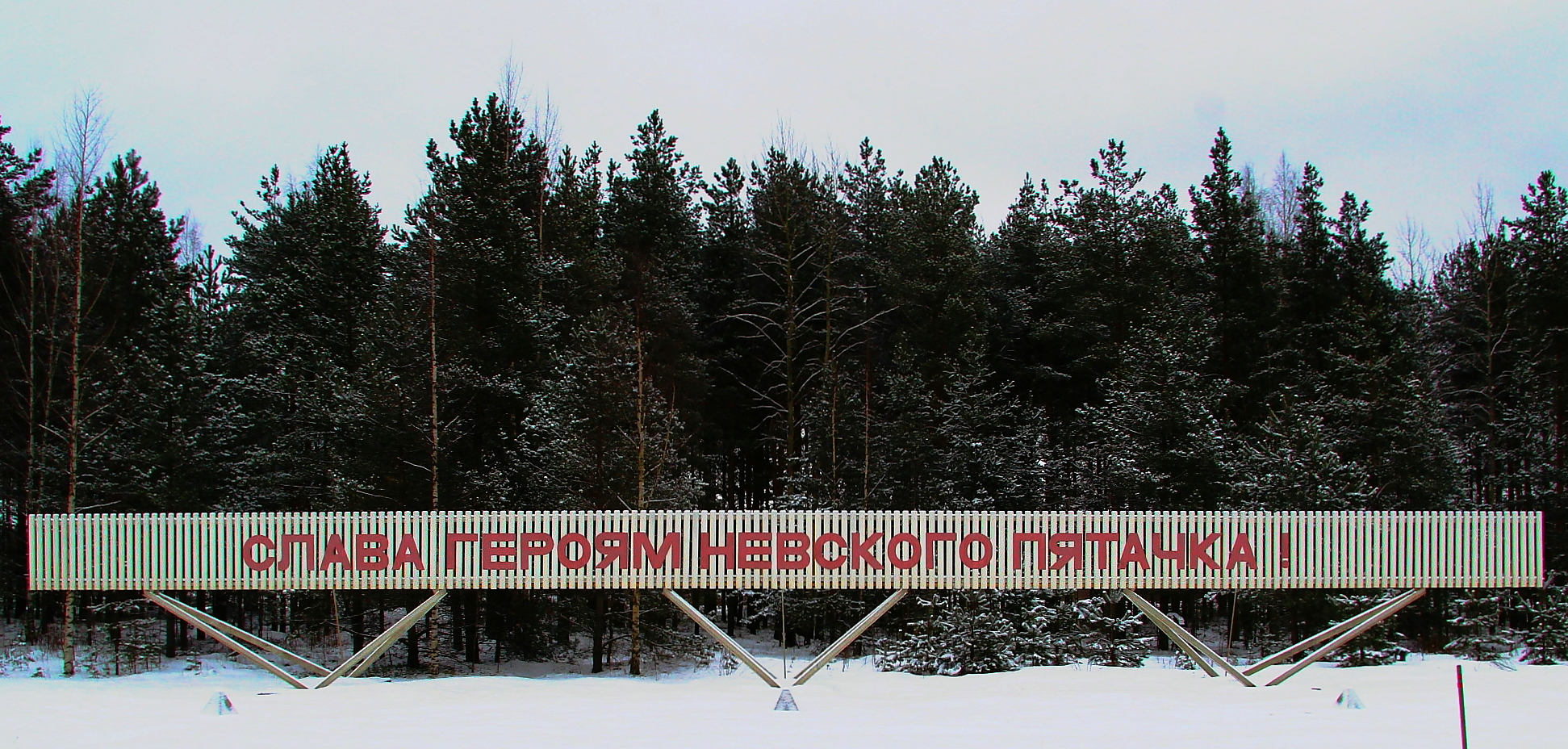
Слава героям Невского пятачка!
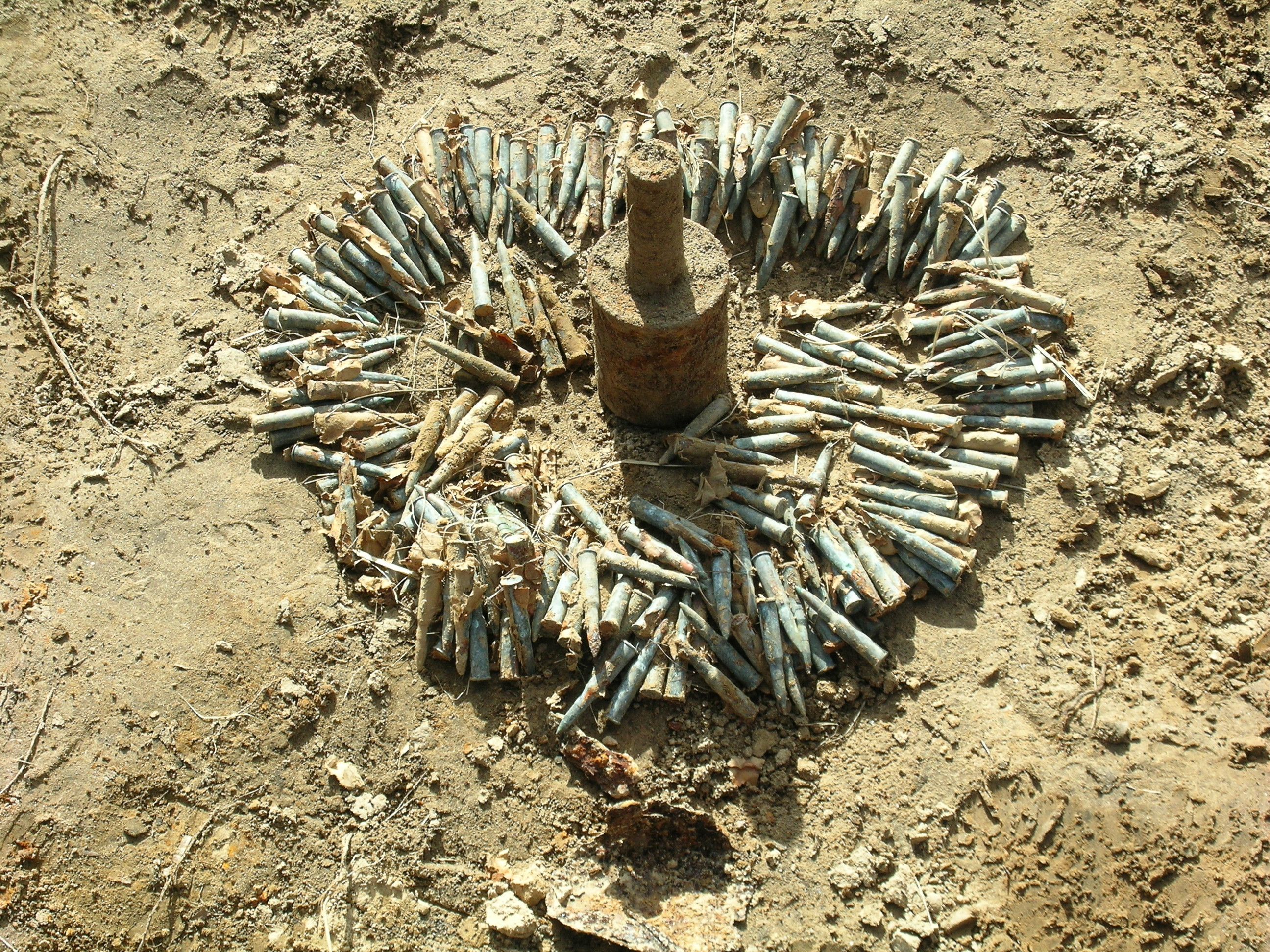
Россыпь патронов и граната
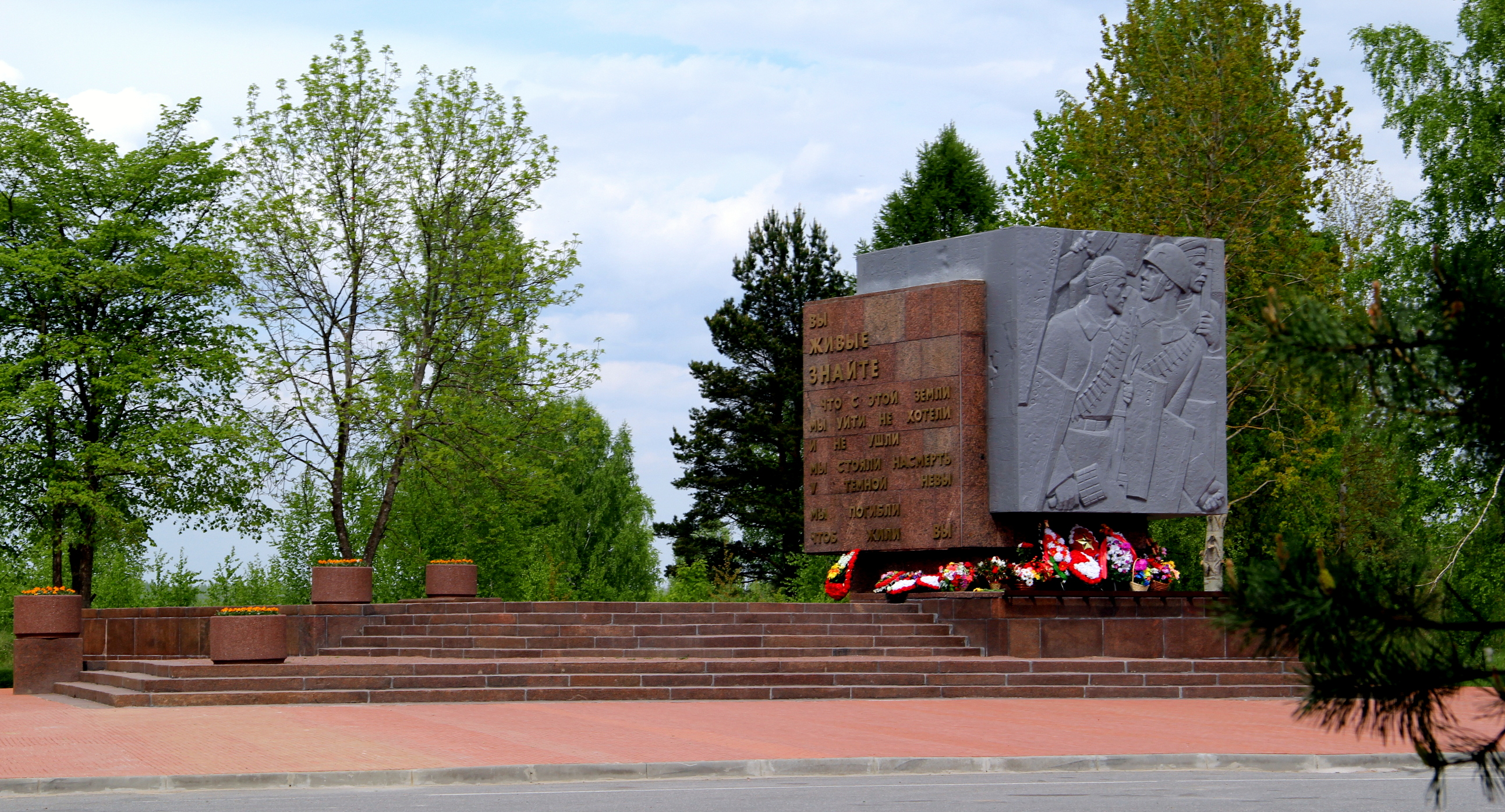
Памятник «Рубежный камень»
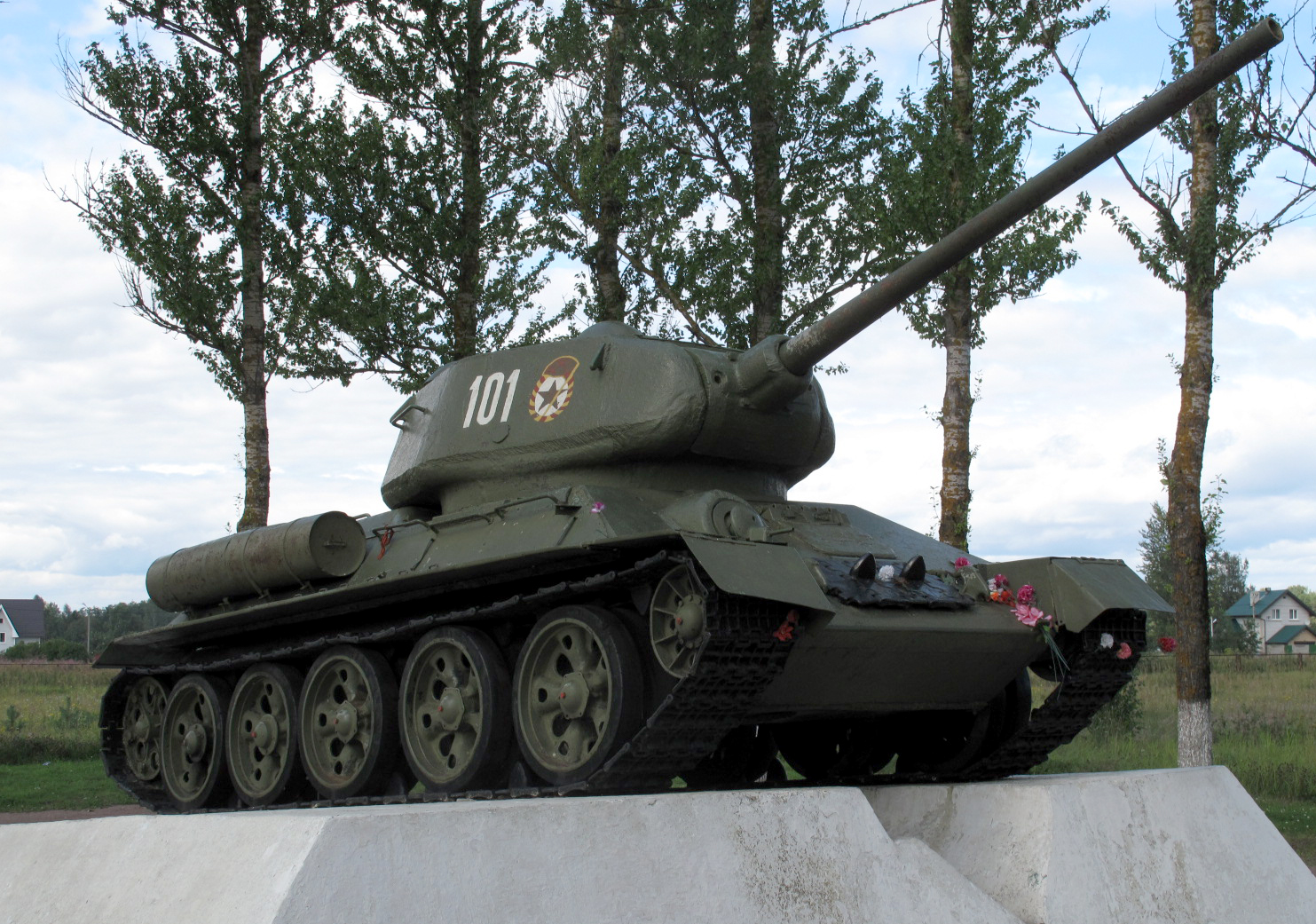
Танк Т-34-85
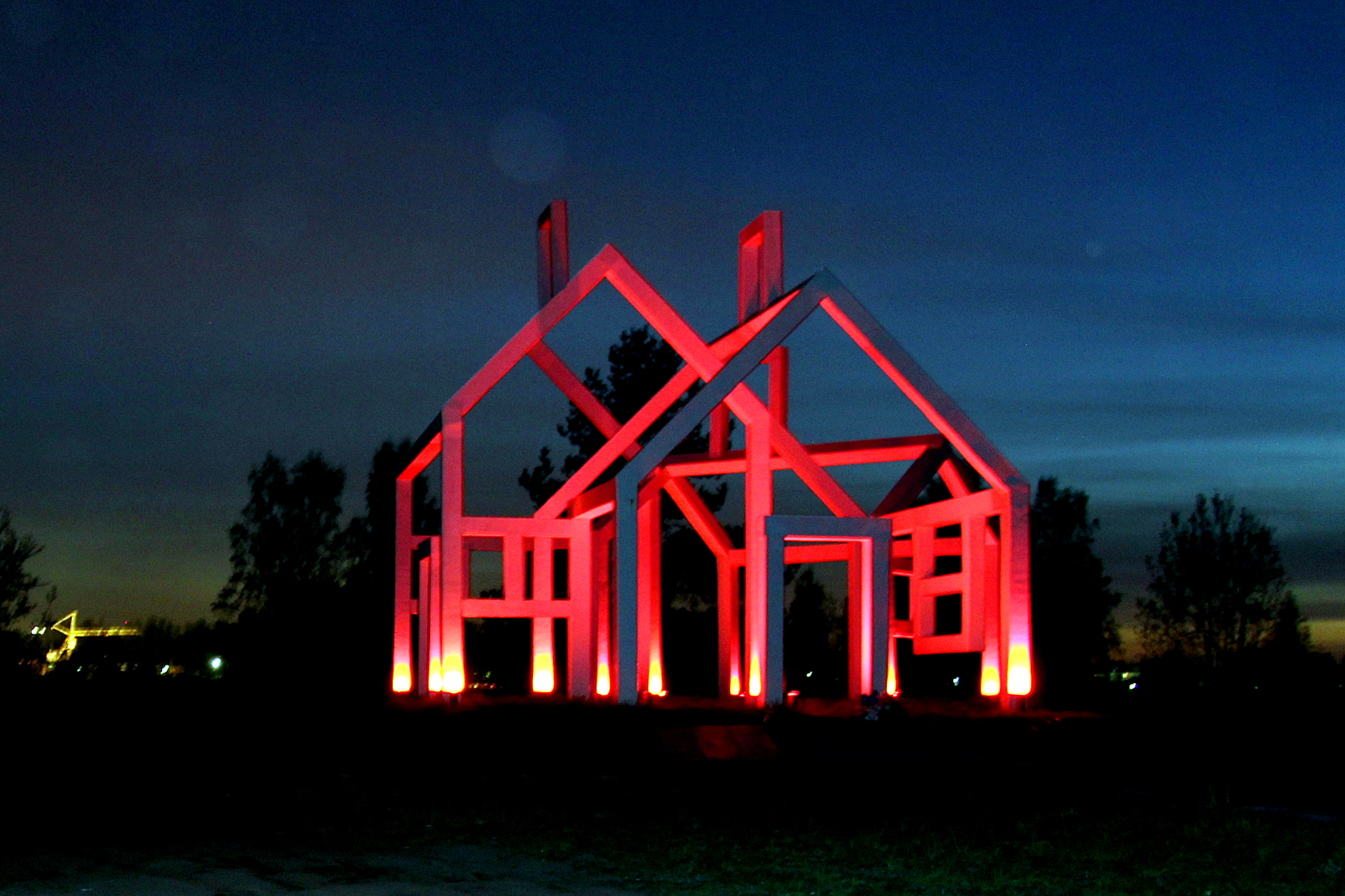
Призрачный дом — подсветка
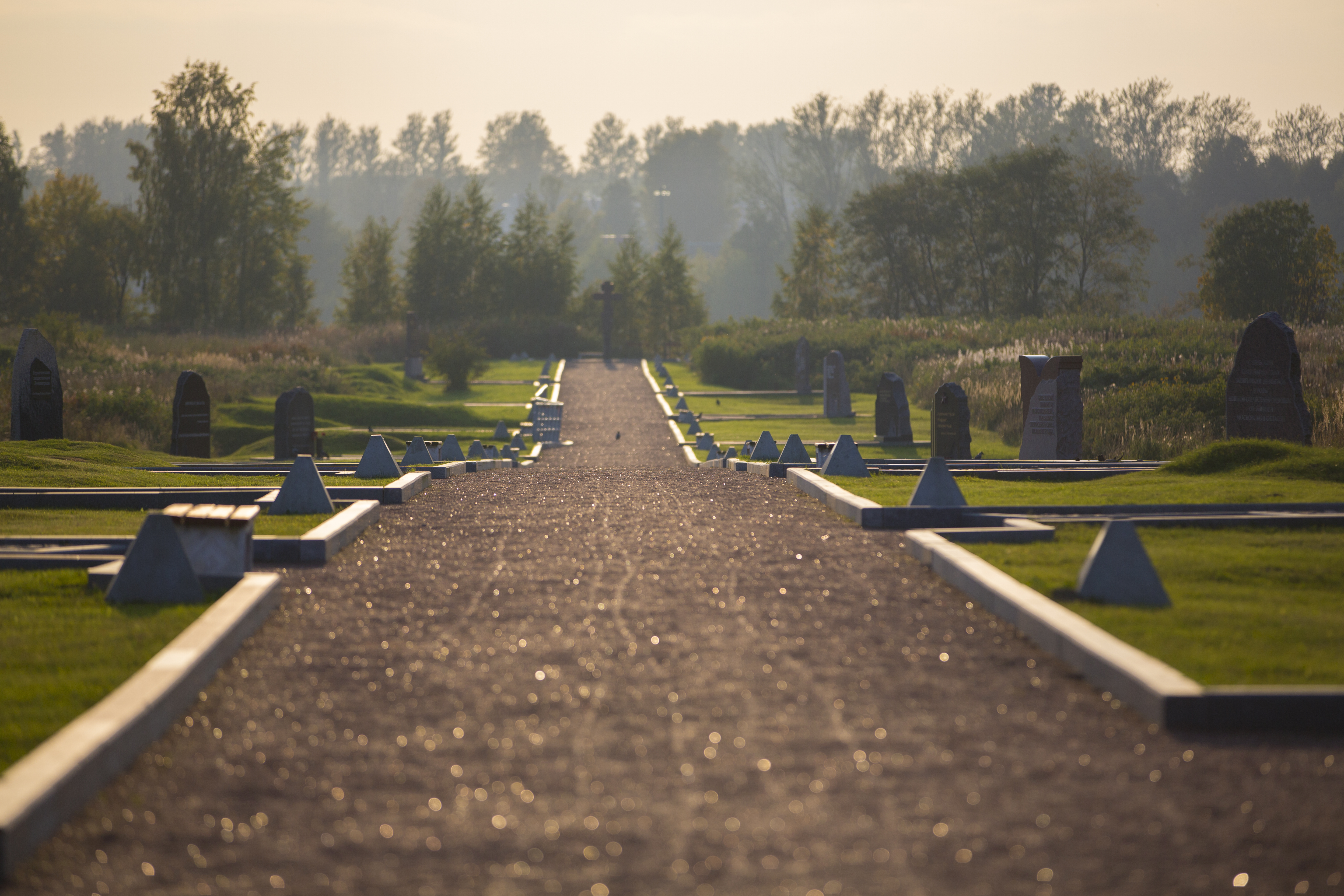
Аллея памяти и славы
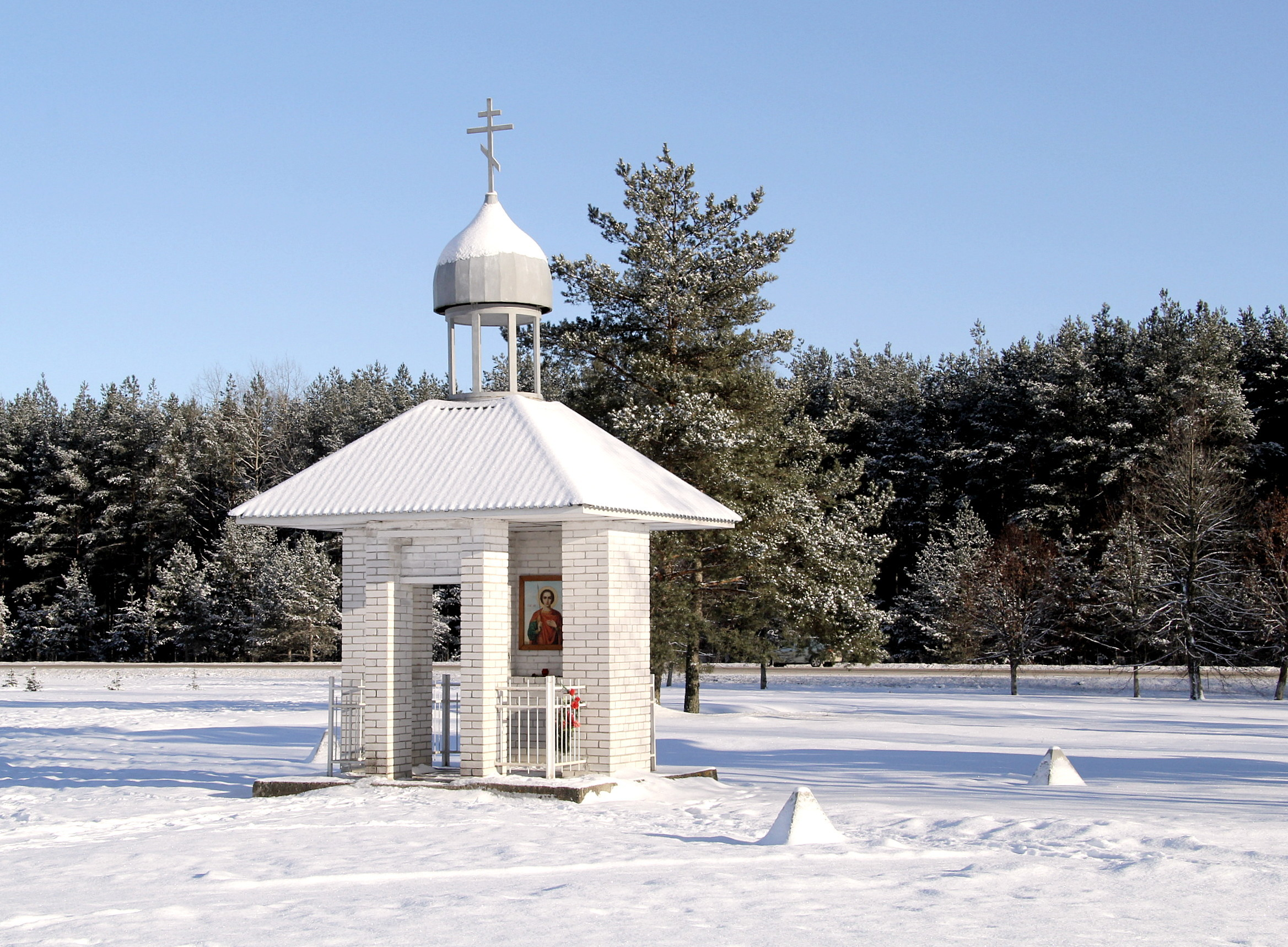
Часовня
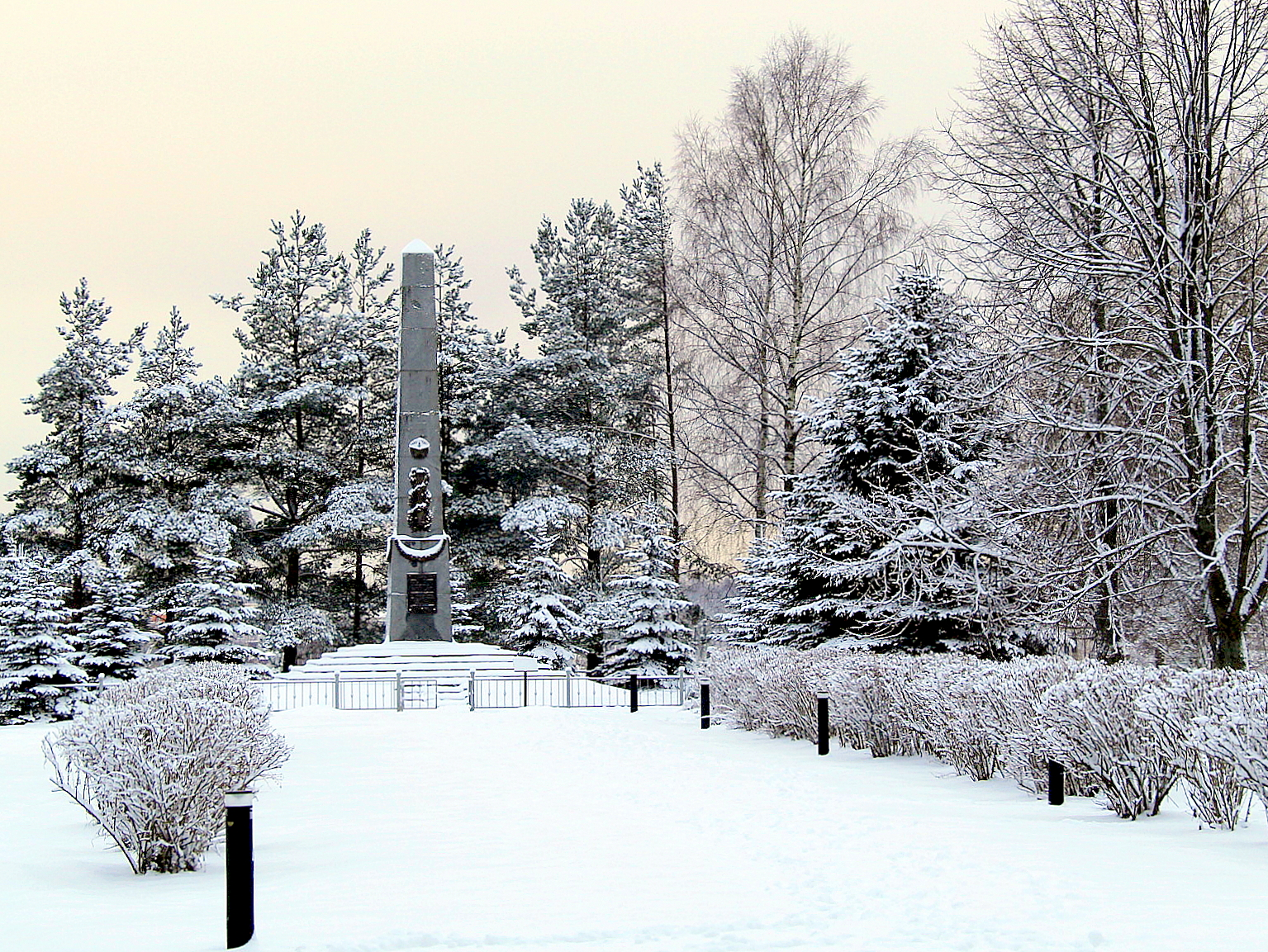
Обелиск
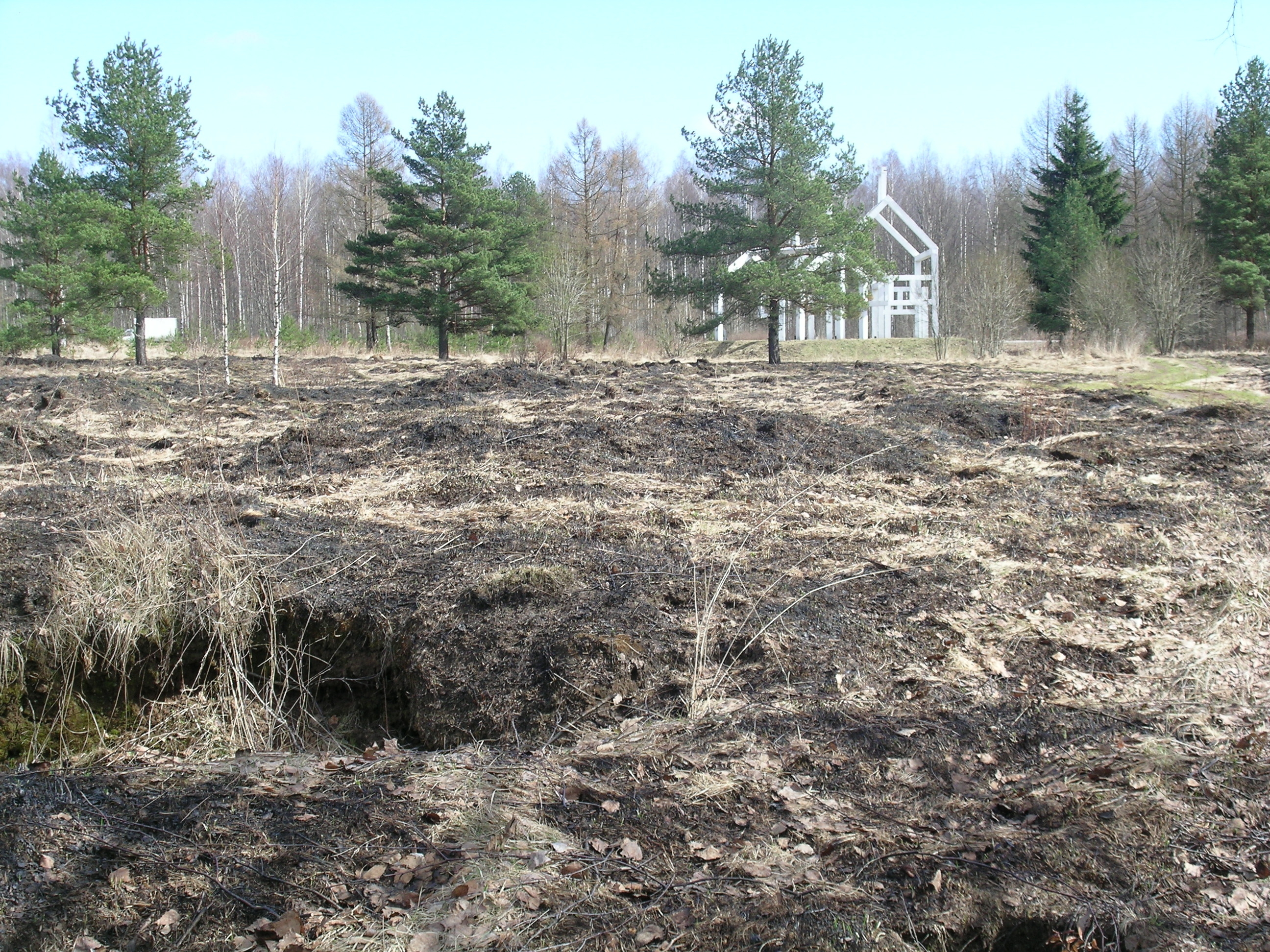
Памятник «Призрачная деревня»
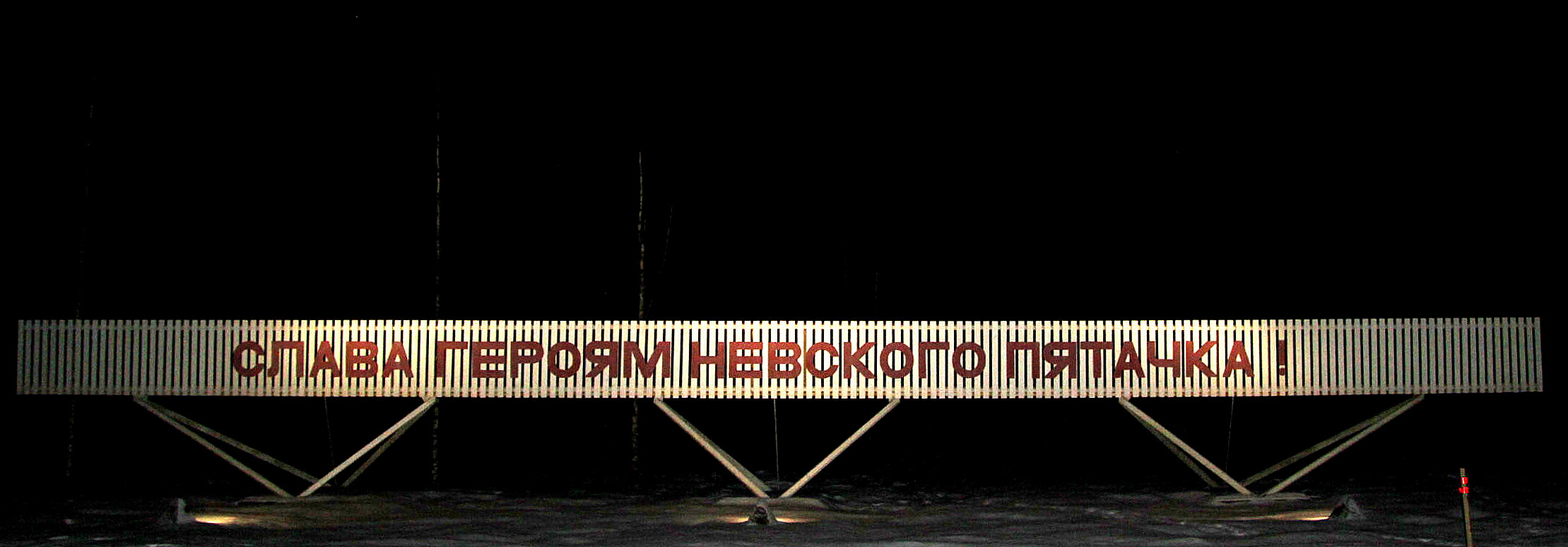
Слава героям Невского пятачка!
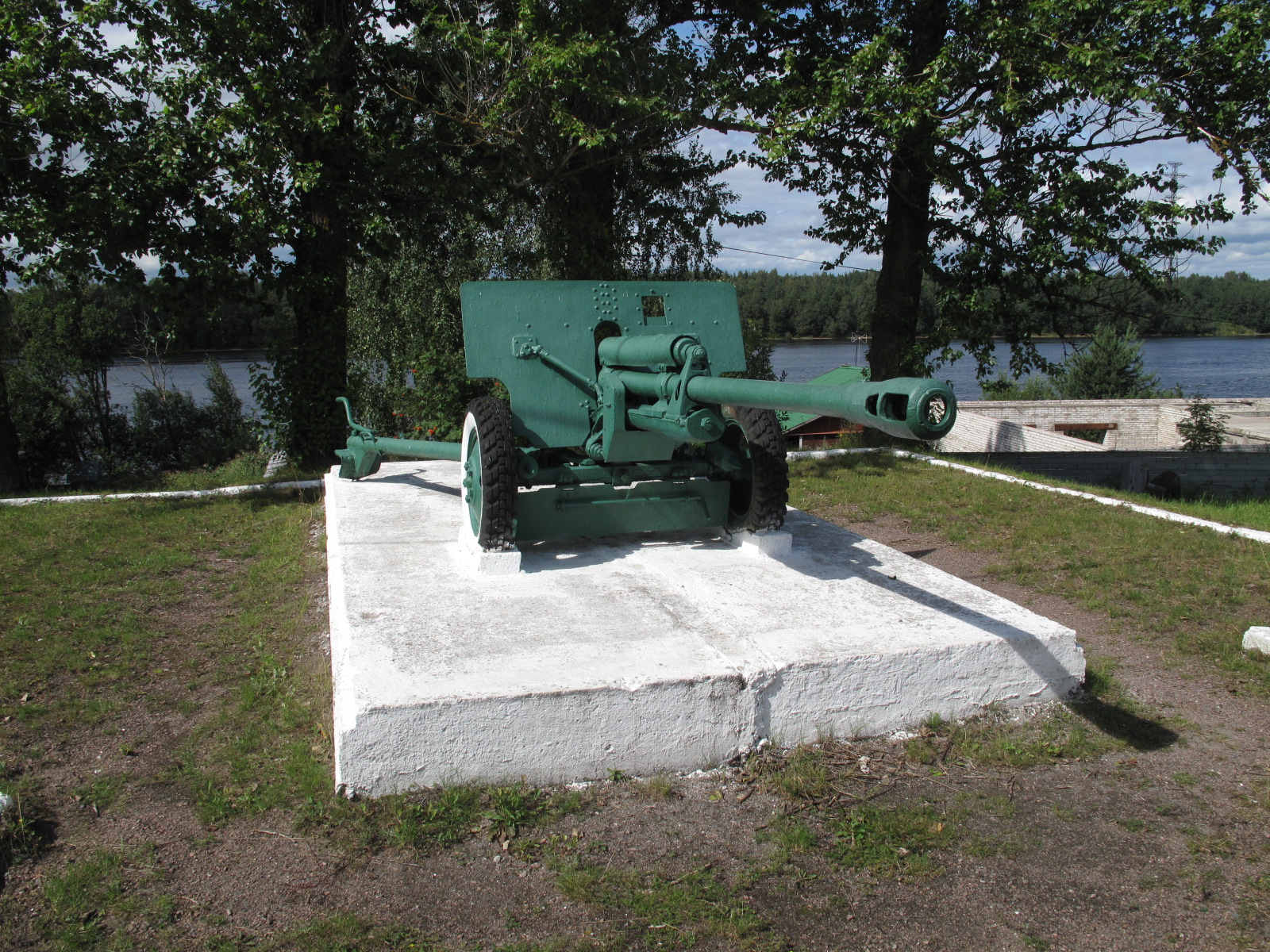
Пушка Зис-3 на северной границе плацдарма (за пределами мемориала)

### Документы
- Блокада Ленинграда в документах рассекреченных архивов / под ред. Н. Л. Волковского.. — СПб.: Полигон, 2005. — 766 с. — ISBN 5-89173-262-9.

### Мемуары
- Андреев А. М. От первого мгновения — до последнего. — М.: Воениздат, 1984. — 220 с.
- Борщёв С. Н. От Невы до Эльбы. — Л.: Лениздат, 1973. — 438 с.
- Бычевский Б. В. Город — фронт. — Л.: Лениздат, 1967. — 431 с. — 70 000 экз.
- Воронов Н. Н. На службе военной. — М.: Воениздат, 1963. — 436 с.
- Коньков В. Ф. Время далёкое и близкое. — М.: Воениздат, 1985. — 208 с.
- Голушко И. М. Танки оживали вновь. — М.: Воениздат, 1977.
- Лебедев Ю. М. По обе стороны блокадного кольца. — СПб.: Издательский дом «Нева», 2005. — 320 с. — 3500 экз. — ISBN 5-7654-4165-3.
- Лукницкий П. Н. Ленинград действует… — М.: Советский писатель, 1971.
- Лукницкий П. Н. По дымному следу. — М.: ДОСААФ, 1973.
- Штейн А. П., Щеглов Д. А., Бычевский Б. В. Невский пятачок. (Воспоминания участников боёв под Невской Дубровкой в 1941—1943 гг.). — Л.: Лениздат, 1977. — 368 с.
- Белоголовцев А. Ф. Невский «пятачок». — Л.: Лениздат, 1970. — 144 с. — 25 000 экз.
- Wolfgang Buff. Vor Leningrad: Kriegstagebuch Ost, 29. September 1941 - 1. September 1942 / Joachim Buff. — Kassel: Volksbund Deutsche Kriegsgräberfürsorge e.V., 2000. — 128 p.

### Исторические исследования
- Асмус Дитварт. 20-я моторизованная дивизия Хроника и история за 1941 г. — издательство ветеранского союза 20-й МД, 1997.
- Водаж Герберт. Прошедшие ад. Парашютисты. — Ольденбург: Дувенхорст, 1994.
- Гладыш С. А., Милованов В. И. Восьмая общевойсковая. Боевой путь 8-й армии в годы Великой Отечественной войны. — М.: Институт военной истории МО РФ, 1994.
- История 1-й пехотной дивизии. — Мюнхен: Печатный дом Макс Шмидт, 1975.
- История ордена Ленина Ленинградского военного округа / под ред. А. И. Грибкова. — М.: Воениздат, 1974. — 612 с.
- Кардель Хеннике. История 170-й пехотной дивизии. — Бад-Наухайм: Подзун, 1953.
- Мощанский И. Б. Прорыв блокады Ленинграда. Эпизоды великой осады. 19 августа 1942 — 30 января 1943 года. — М.: Вече, 2010. — 184 с. — ISBN 978-5-9533-5289-5.
- Польманн Хартвиг. История 96-й пехотной дивизии 1939—1945 гг. — Бад-Наухайм: Ганс Хеннинг Подзун, 1959.
- Суходымцев О. А., Мосунов В. А., Коршунов Э. Л. и др. Плацдарм: Невский «пятачок». 1941—1943. Сборник статей. — СПб.: Галарт, 2013. — 336 с. — ISBN 978-5-98747-021-3.
- Шигин Г. А. Битва за Ленинград: крупные операции, «белые пятна», потери / Под ред. Н. Л. Волковского. — СПб.: Полигон, 2004. — 320 с. — ISBN 5-17-024092-9.

### Статьи
- Мосунов В. А. «Осиное гнездо» на Невском пятачке // WarSpot : интернет-проект.
- Лебедев Ю. М. Невский пятачок – взгляд с обеих сторон. — 2005.
- Суходымцев О. А. Поля сражений Ленинградской битвы: «НЕВСКИЙ ПЯТАЧОК» (1941–1943 годы). — Музей-заповедник «Прорыв блокады Ленинграда», 2005. — 24 ноября. Архивировано 31 августа 2009 года.
- Полторак И. Лекарство против морщин // Журнал «Патрон». — 2007.

### Путеводители
- Гусаров А. Ю. Памятники воинской славы Петербурга. — СПб.: Паритет, 2010. — 400 с. — ISBN 978-5-93437-363-5.

## Видеоматериалы
- «Невский пятачок. Невозвращенный с войны», 5 частей // net-film
- В. Путин. После посещения мемориала. 27.01.04
- Поиск на «Невском пятачке» ведут военные поисковики
- На берегу Невы открыли часовню памяти воинов Великой Отечественной войны (недоступная ссылка)